# قائمة إصدارات الطوابع البريدية في رأس الخيمة (1966)
أدارت المملكة المتحدة العلاقات الخارجية لإمارات الساحل المتصالح نتيجة لمعاهدة «الاتفاقية الحصرية» لعام 1892، بما في ذلك إدارة البريد والبرق - حيث تكن هذه الإمارات منتمية للاتحاد البريدي العالمي. افتتحت حكومة الهند أول مكتب بريد في دبي في عام 1941. وفي عام 1948، وتولت إدارته وتشغيله الوكالات البريدية البريطانية في شرق شبه الجزيرة العربية، وهي شركة تابعة لمكتب البريد العام. كانت الطوابع في ذلك الوقت عبارة عن طوابع بريطانية مقابل رسوم إضافية بقيمة الروبية، حتى عام 1959، حيث أصدرت مجموعة من طوابع بريدية تحمل اسم «الإمارات المتصالحة» من دبي.
في عام 1963، تنازلت المملكة المتحدة عن مسؤوليتها عن الأنظمة البريدية في الإمارات المتصالحة إلى حكام الإمارات المتصالحة. لذا أصدرت إمارة رأس الخيمة أول طوابعها البريدية في سنة 1964.
الكثير من الطوابع التي أصدرت في إمارة رأس الخيمة تصنف ضمن طوابع الكثبان الرملية. طبعت هذه الطوابع بكثرة في الستينيات وأوائل السبعينيات من القرن الماضي، وتكاد تكون عديمة القيمة اليوم.
وجد فينبار كيني وهو رجل أعمال أمريكي ومن هواة جمع الطوابع الفرصة لإنشاء عدد من الإصدارات من الطوابع التي تستهدف سوق جامعي الطوابع المربح. وقد أبرم في عام 1964 اتفاقات مع إمارات الخليج العربي لإصدار طوابع، ومن بينها إمارة رأس الخيمة. حملت هذه الطوابع مصورا ذات ألوان وأشكال صارخة وليس لها صلة فعلية بالإمارات.
كان بيع الطوابع البريدية لفترة قصيرة تجارة مربحة للإمارات، حيث كان لمعظم الإمارات القليل من مصادر الدخل، باستثناء إمارة أبو ظبي، التي توفر فيها إنتاج النفط منذ عام 1965. ومع ذلك، انخفضت الإيرادات التي تصل إلى 70 ألف جنيه إسترليني للإمارات الأفقر إلى 30 ألف جنيه إسترليني مع التشبع الحتمي للسوق. شكل بيع الطوابع بحلول عام 1966 المصدر الرئيسي لدخل الإمارات المتصالحة الشمالية.
أدى انتشارها في النهاية إلى تقليل قيمتها، ولهذا السبب، فإن العديد من الكتالوجات الشعبية اليوم لا تدرجها حتى.
اتهم فينبار كيني بالتورط في قضية رشوة في الولايات المتحدة بسبب تعاملاته مع حكومة جزر كوك. انتهت ترتيبات فينبار كيني عندما توحدت الإمارات العربية المتحدة في ديسمبر 1971.
هذه قائمة إصدارات الطوابع البريدية في إمارة رأس الخيمة لعام 1966م:
استُعملت البيسة والروبية الخليجية في إصدارات عام 1966 وقد تنوعت الإصدارات بين مناسبات عدة مثل الذكرى المئوية للاتصالات السلكية واللاسلكية وبين إصدارات رواد الفضاء وتناولت بعض الإصدارات الأحداث الرياضية مثل دورة الألعاب العربية وكأس العالم وقد أُعيد توشيح بعض الإصدارات وأُصدرت مرة أخرى بقيمة نقدية مختلفة متمثلة بالدرهم والريال القطري في إصدارات الذكرى المئوية للاتصالات السلكية واللاسلكية والفلس البحريني في إصدارات الرموز الوطنية الصادرة عام 1964 وأُعيد توشيحها في هذه السنة.

## إصدارات الذكرى المئوية للاتصالات السلكية واللاسلكية
أُصدرت ستة طوابع لمناسبة الذكرى المئوية للاتصالات السلكية واللاسلكية وكانت مُوشحة بعبارة "الذكرى المئوية للاتحاد الدولي للمواصلات العالمية" باللغة العربية وعبارة "International Telecommunication Union Centenary 1865-1965" باللغة الإنجليزية:
| # | تاريخ الإصدار | الوصف | صورة الطابع المخرم | صورة الطابع غير المخرم | القيمة           | الأبعاد     |
| - | ------------- | --- | ------------------ | ---------------------- | ---------------- | ----------- |
| 1 | 10 مايو 1966  | طابع بخلفية ذات لون أخضر فاتح تظهر فيه صورة لقمر اصطناعي ورادار                                                                      |                    |                        | خمس عشرة بيزة    | 48 * 31 ملم |
| 2 | 10 مايو 1966  | طابع بخلفية ذات لون أزرق فاتح تظهر فيه صورة لبرج للبث التلفازي مُزوّد بقمر اصطناعي                                                     |                    |                        | خمسون بيزة       | 48 * 31 ملم |
| 3 | 10 مايو 1966  | طابع بخلفية ذات لون رمادي فاتح تظهر فيه صورة لقمر اصطناعي مع قاعدة إطلاق وتظهر في الطابع صورة لمنطقة الخليج العربي على الكرة الأرضية |                    |                        | خمس وثمانون بيزة | 48 * 31 ملم |
| 4 | 10 مايو 1966  | طابع بخلفية ذات لون برتقالي فاتح تظهر فيه صورة لقمر اصطناعي ورادار                                                                   |                    |                        | روبية واحدة      | 48 * 31 ملم |
| 5 | 10 مايو 1966  | طابع بخلفية ذات لون أزرق فاتح تظهر فيه صورة لبرج للبث التلفازي مُزوّد بقمر اصطناعي                                                     |                    |                        | روبيتان          | 48 * 31 ملم |
| 6 | 10 مايو 1966  | طابع بخلفية ذات لون رمادي فاتح تظهر فيه صورة لقمر اصطناعي مع قاعدة إطلاق وتظهر في الطابع صورة لمنطقة الخليج العربي على الكرة الأرضية |                    |                        | ثلاث روبيات      | 48 * 31 ملم |

وأُصدرت بطاقتان تذكاريتان:

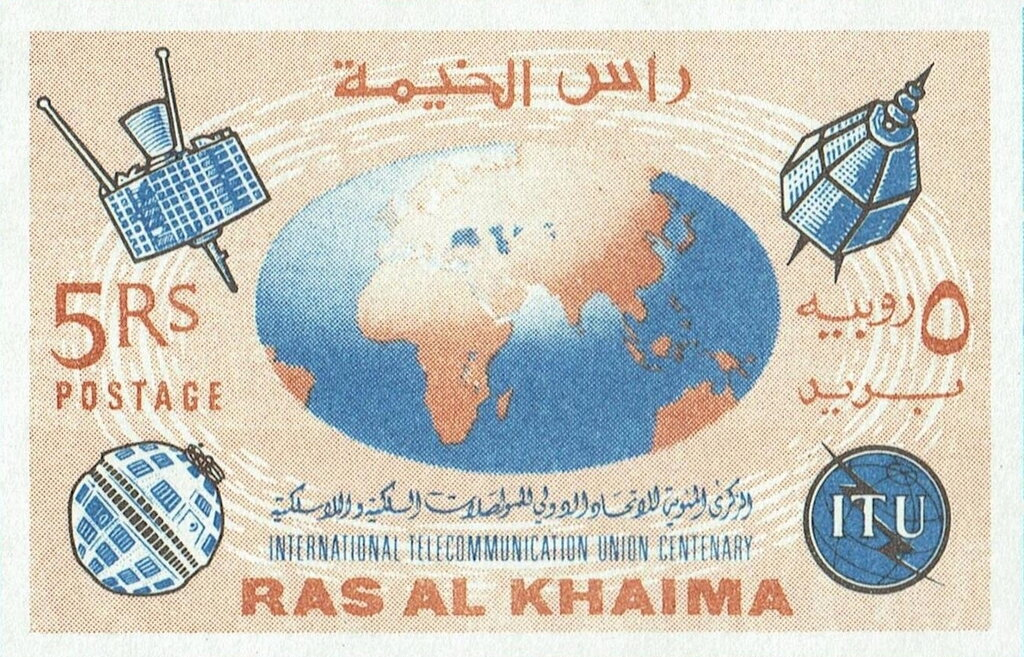
ورقة تذكارية بخلفية ذات لون أصفر تظهر فيها صورة الكرة الأرضية في المنتصف وصور أقمار اصطناعية تدور حولها
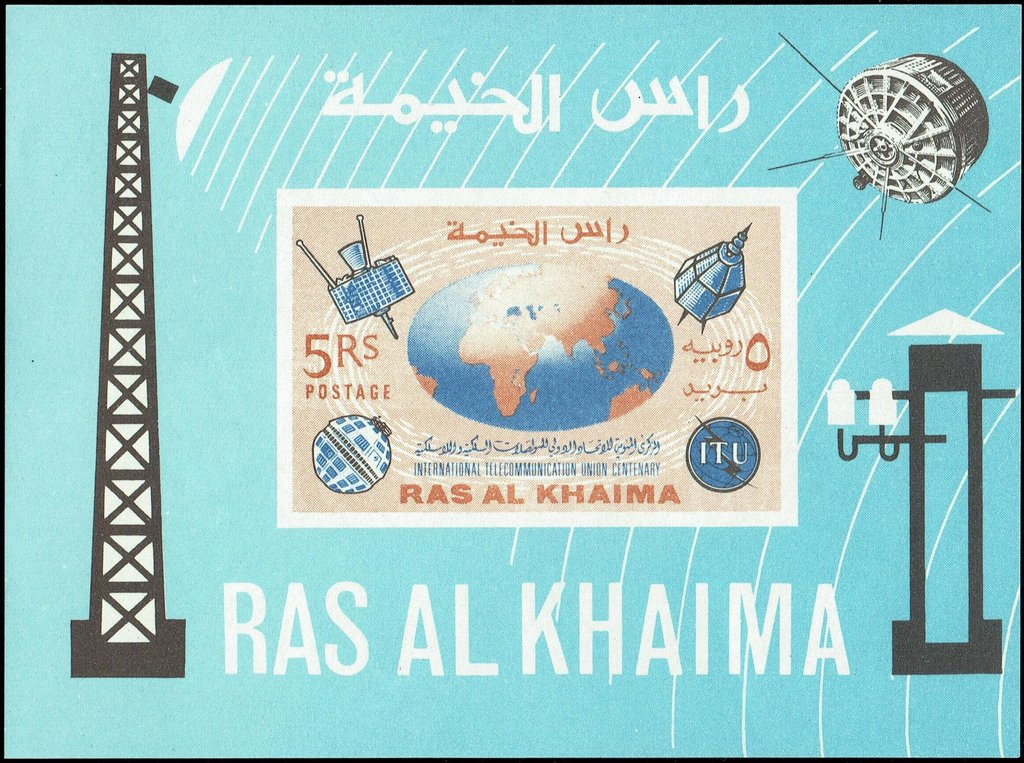
ورقة تذكارية بخلفية ذات لون أزرق تحتوي على الورقة التذكارية الأولى بالإضافة إلى قمر اصطناعي وبرج للبث التلفازي

## إصدارات دورة الألعاب العربية
أُصدرت عشر طوابع وبطاقتان تذكاريتان لمناسبة دورة الألعاب العربية 1965 التي جرت أحداثها في القاهرة:
| #  | تاريخ الإصدار | الوصف                                                                        | صورة الطابع المخرم | صورة الطابع غير المخرم | صورة الصحيفة الكاملة | القيمة          |
| -- | ------------- | ---------------------------------------------------------------------------- | ------------------ | ---------------------- | -------------------- | --------------- |
| 1  | 09 يونيو 1966 | طابع بخلفية ذات لون أخضر وأطراف بيضاء تظهر فيها صورة لرياضة الركض            |                    |                        |                      | بيزة واحدة      |
| 2  | 09 يونيو 1966 | طابع بخلفية ذات لون أخضر وأطراف بيضاء تظهر فيها صورة لرياضة الملاكمة         |                    |                        |                      | بيزتان          |
| 3  | 09 يونيو 1966 | طابع بخلفية ذات لون أخضر وأطراف بيضاء تظهر فيها صورة لرياضة كرة القدم        |                    |                        |                      | ثلاث بيزات      |
| 4  | 09 يونيو 1966 | طابع بخلفية ذات لون وردي وأطراف بيضاء تظهر فيها صورة لرياضة المبارزة         |                    |                        |                      | أربع بيزات      |
| 5  | 09 يونيو 1966 | طابع بخلفية ذات لون برتقالي وأطراف بيضاء تظهر فيها صورة لرياضة الركض         |                    |                        |                      | خمس بيزات       |
| 6  | 09 يونيو 1966 | طابع بخلفية ذات لون أزرق وأطراف بيضاء تظهر فيها صورة لرياضة السباحة          |                    |                        |                      | عشر بيزات       |
| 7  | 09 يونيو 1966 | طابع بخلفية ذات لون برتقالي فاتح وأطراف بيضاء تظهر فيها صورة لرياضة الملاكمة |                    |                        |                      | خمس وعشرون بيزة |
| 8  | 09 يونيو 1966 | طابع بخلفية ذات لون وردي وأطراف بيضاء تظهر فيها صورة لرياضة كرة القدم        |                    |                        |                      | خمسون بيزة      |
| 9  | 09 يونيو 1966 | طابع بخلفية ذات لون أزرق وأطراف بيضاء تظهر فيها صورة لرياضة المبارزة         |                    |                        |                      | خمس وسبعون بيزة |
| 10 | 09 يونيو 1966 | طابع بخلفية ذات لون أزرق وأطراف بيضاء تظهر فيها صورة لرياضة السباحة          |                    |                        |                      | روبية واحدة     |

وأُصدرت بطاقتان تذكاريتان:

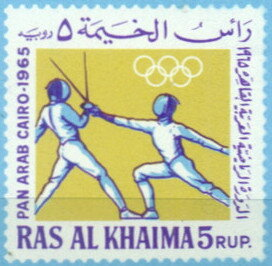
طابع لورقة تذكارية بخلفية ذات لون أصفر وأطراف بيضاء يحتوي على صورة لرياضة المبارزة
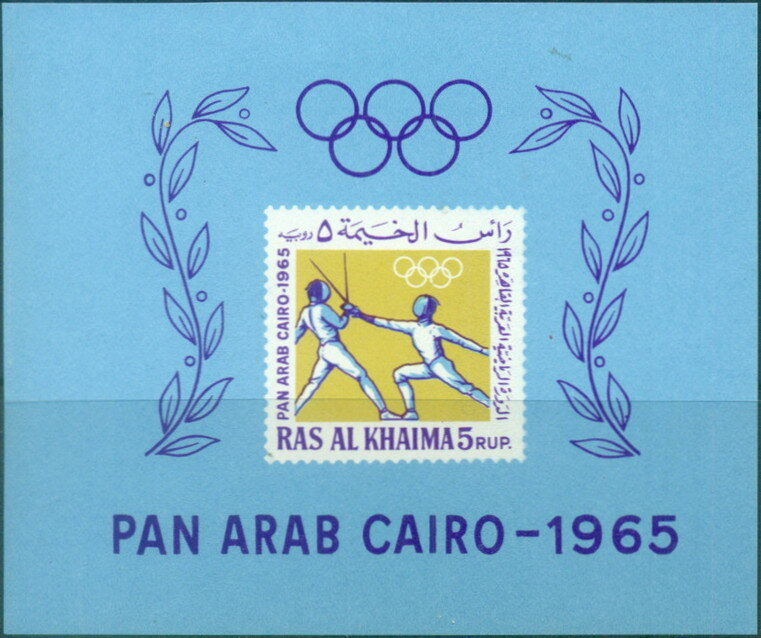
ورقة تذكارية بخلفية ذات لون أزرق تحتوي على طابع رياضة المبارزة في الوسط وفوقه رمز الأولمبياد وقد كُتب تحت الطابع "Panarabic Games Cairo 1965" باللغة الإنجليزية إشارة لدورة الألعاب العربية 1965

## إصدارات رواد الفضاء
أُصدرت ثمان طوابع وبطاقتان تذكاريتان لرواد الفضاء:
| # | تاريخ الإصدار | الوصف | صورة الطابع المخرم | صورة الطابع غير المخرم | القيمة          | الأبعاد     |
| - | ------------- | --- | ------------------ | ---------------------- | --------------- | ----------- |
| 1 | 30 يونيو 1966 | طابع ذو خلفية أرجوانية يحتوي على صورة رائد الفضاء الأمريكي سكوت كاربنتر وتظهر فوقه صورة لمركبة ميركوري-أطلس 7 |                    |                        | خمس وعشرون بيزة | 30 * 62 ملم |
| 2 | 30 يونيو 1966 | طابع ذو خلفية بنية يحتوي على صورة رائد الفضاء الأمريكي جون غلين وتظهر فوقه صورة لمركبة ميركوري-أطلس 6         |                    |                        | خمسون بيزة      | 30 * 62 ملم |
| 3 | 30 يونيو 1966 | طابع ذو خلفية زرقاء يحتوي على صورة رائد الفضاء الأمريكي ألان شيبارد وتظهر فوقه صورة لمركبة ميركوري-ريدستون 3  |                    |                        | خمس وسبعون بيزة | 30 * 62 ملم |
| 4 | 30 يونيو 1966 | طابع ذو خلفية بنية يحتوي على صورة رائد الفضاء الأمريكي جوردن كوبر                                             |                    |                        | روبية واحدة     | 30 * 62 ملم |
| 5 | 30 يونيو 1966 | طابع ذو خلفية وردية يحتوي على صورة رائد الفضاء الأمريكي غوس غريسوم وتظهر فوقه صورة لمركبة ميركوري-ريدستون 4   |                    |                        | روبيتان         | 30 * 62 ملم |
| 6 | 30 يونيو 1966 | طابع ذو خلفية خضراء يحتوي على صورة رائد الفضاء الأمريكي والي شيرا وتظهر فوقه صورة لمركبة ميركوري-أطلس 8       |                    |                        | ثلاث روبيات     | 30 * 62 ملم |
| 7 | 30 يونيو 1966 | طابع ذو خلفية حمراء يحتوي على صورة رائد الفضاء الأمريكي طوماس ستافورد وتظهر فوقه صورة لمركبة جمناي 6 إيه      |                    |                        | أربع روبيات     | 30 * 62 ملم |
| 8 | 30 يونيو 1966 | طابع ذو خلفية زرقاء يحتوي على صورة رائد الفضاء الأمريكي جيم لوفل وتظهر فوقه صورة لمركبة جمناي 7               |                    |                        | خمس روبيات      | 30 * 62 ملم |

وأُصدرت بطاقتان تذكاريتان

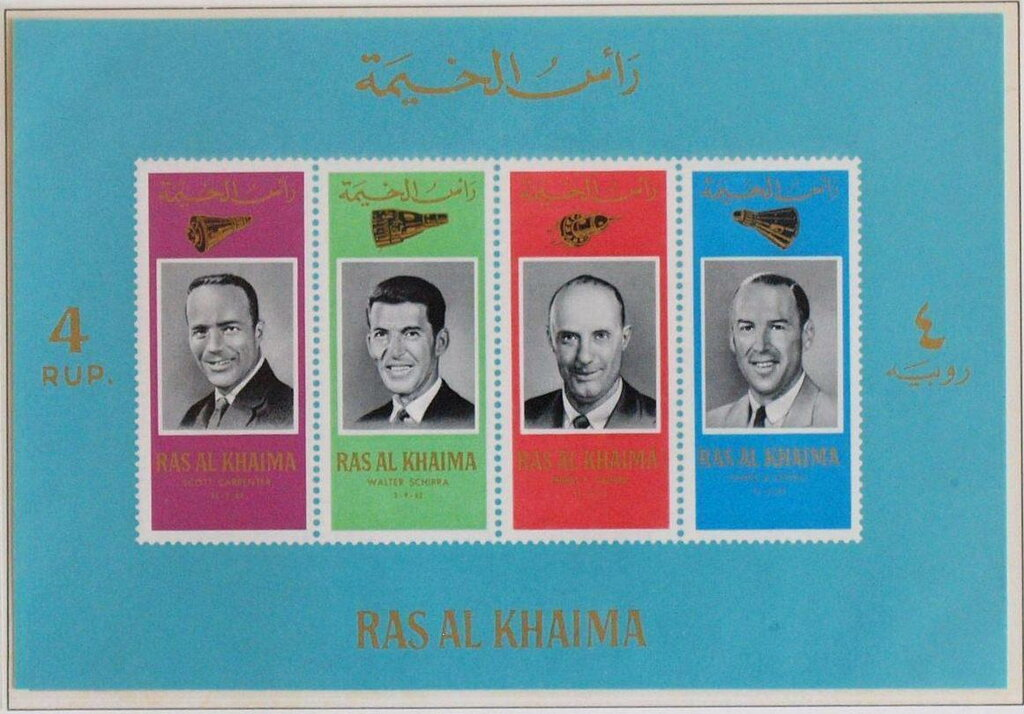
بطاقة تذكارية بخلفية زرقاء بقيمة أربع روبيات تحتوي على أربع طوايع تظهر فيها صور لرواد الفضاء
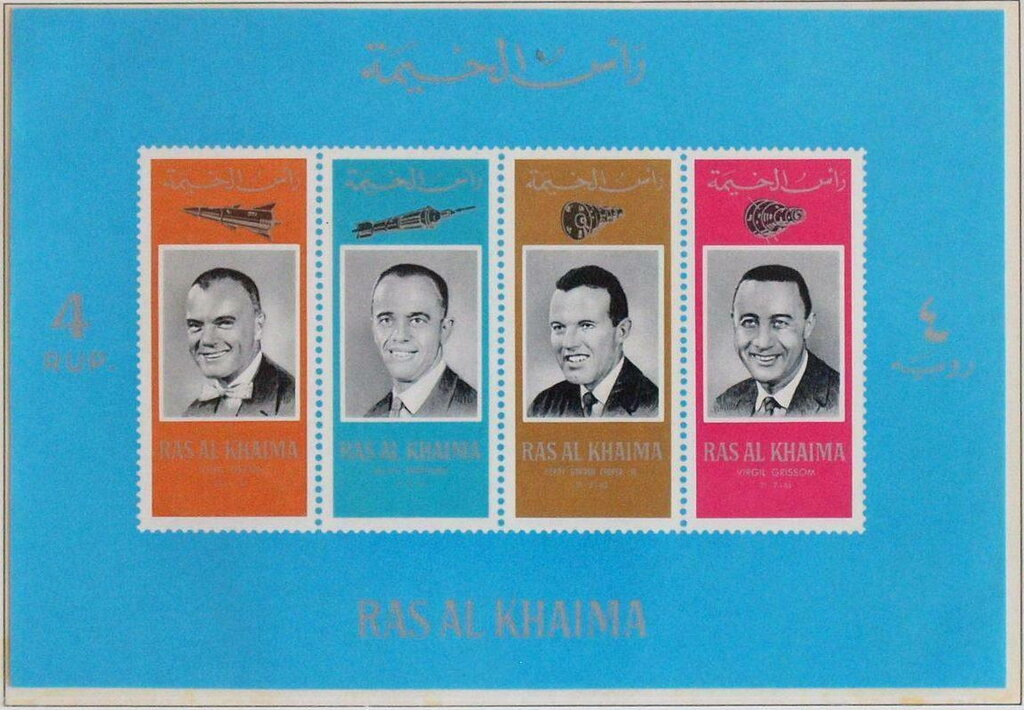
بطاقة تذكارية بخلفية زرقاء بقيمة أربع روبيات تحتوي على أربع طوايع تظهر فيها صور لرواد الفضاء

## إصدارات سنة التعاون الدولي
أُصدرت ثمانية طوابع لمناسبة سنة التعاون الدولي ‏ وكانت جميع الإصدارات بقيمة روبية واحدة:
| # | تاريخ الإصدار | الوصف | صورة الطابع المخرم | صورة الطابع غير المخرم | القيمة      | الأبعاد     |
| - | ------------- | --- | ------------------ | ---------------------- | ----------- | ----------- |
| 1 | 28 يوليو 1966 | طابع بخلفية ذات لون بني فاتح تحتوي على صورة حاكم إمارة رأس الخيمة صقر بن محمد القاسمي وأمير الكويت صباح السالم الصباح                          |                    |                        | روبية واحدة | 50 * 28 ملم |
| 2 | 28 يوليو 1966 | طابع بخلفية ذات لون رمادي فاتح تحتوي على صورة حاكم إمارة رأس الخيمة صقر بن محمد القاسمي وأمير قطر أحمد بن علي آل ثاني                          |                    |                        | روبية واحدة | 50 * 28 ملم |
| 3 | 28 يوليو 1966 | طابع بخلفية ذات لون وردي فاتح تحتوي على صورة حاكم إمارة رأس الخيمة صقر بن محمد القاسمي والرئيس المصري جمال عبد الناصر                          |                    |                        | روبية واحدة | 50 * 28 ملم |
| 4 | 28 يوليو 1966 | طابع بخلفية ذات لون أخضر فاتح تحتوي على صورة حاكم إمارة رأس الخيمة صقر بن محمد القاسمي والملك الأردني الحسين بن طلال                           |                    |                        | روبية واحدة | 50 * 28 ملم |
| 5 | 28 يوليو 1966 | طابع بخلفية ذات لون أصفر فاتح تحتوي على صورة حاكم إمارة رأس الخيمة صقر بن محمد القاسمي والرئيس الأمريكي السادس والثلاثين ليندون جونسون         |                    |                        | روبية واحدة | 50 * 28 ملم |
| 6 | 28 يوليو 1966 | طابع بخلفية ذات لون أصفر فاتح تحتوي على صورة حاكم إمارة رأس الخيمة صقر بن محمد القاسمي ورئيس فرنسا شارل ديغول                                  |                    |                        | روبية واحدة | 50 * 28 ملم |
| 7 | 28 يوليو 1966 | طابع بخلفية ذات لون بني فاتح تحتوي على صورة حاكم إمارة رأس الخيمة صقر بن محمد القاسمي وبابا الفاتيكان بولس السادس                              |                    |                        | روبية واحدة | 50 * 28 ملم |
| 8 | 28 يوليو 1966 | طابع بخلفية ذات لون بني فاتح تحتوي على صورة حاكم إمارة رأس الخيمة صقر بن محمد القاسمي ورئيس وزراء المملكة المتحدة السابع والستين هارولد ويلسون |                    |                        | روبية واحدة | 50 * 28 ملم |

وأُصدرت بطاقتان تذكاريتان:

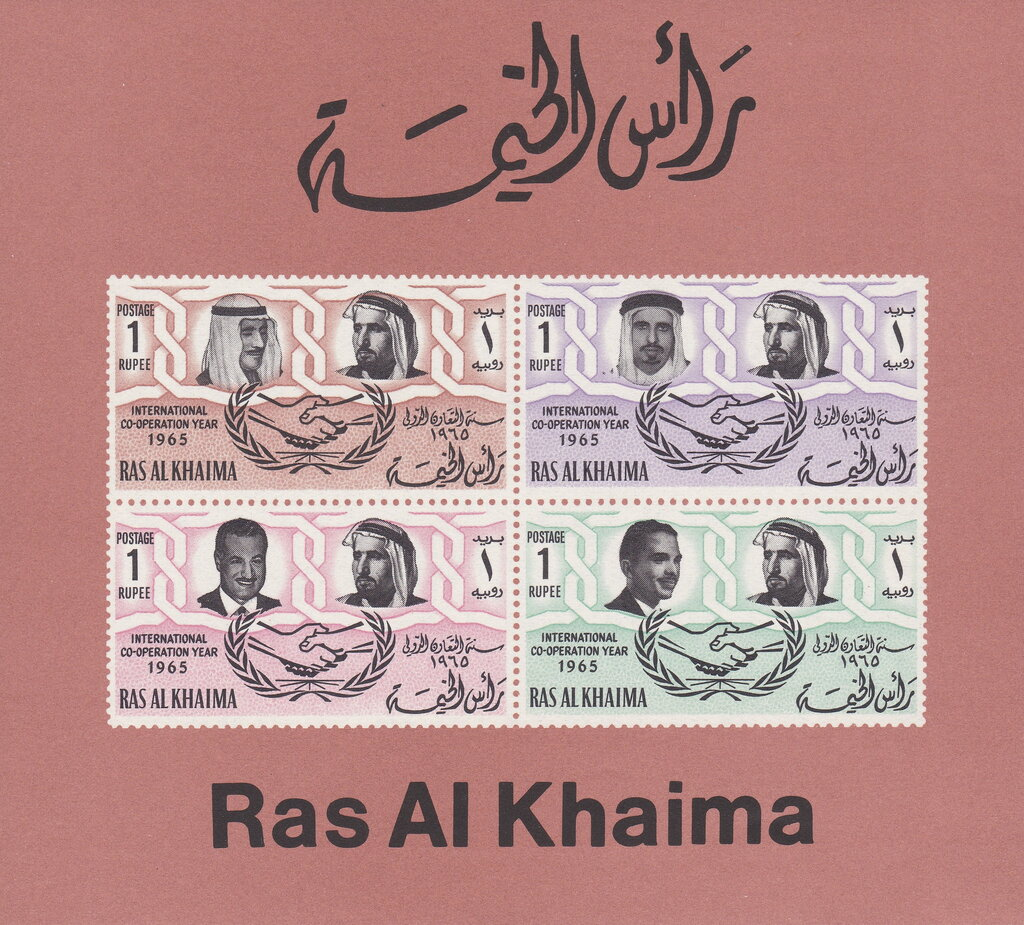
ورقة تذكارية بخلفية ذات لون بني تحتوي على أربعة طوابع
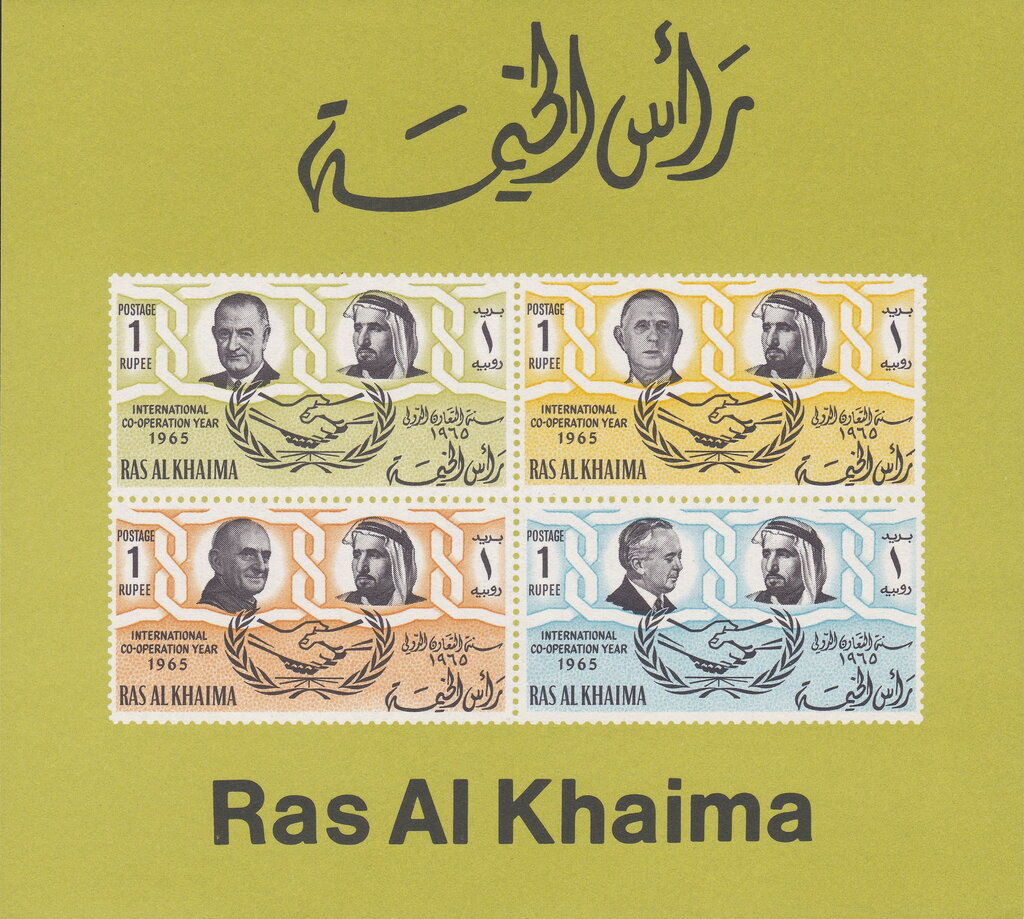
ورقة تذكارية بخلفية ذات لون زيتوني تحتوي على أربعة طوابع

## إعادة توشيح إصدارات الرموز الوطنية
أُصدِرت ثمانية طوابع موشحة بقيمة نقدية جديدة بالفلس لبعض الرموز الوطنية لدولة الإمارات العربية المتحدة:
| # | تاريخ الإصدار | الوصف                                                                         | الصورة | القيمة           | القيمة السابقة        | الأبعاد     |
| - | ------------- | ----------------------------------------------------------------------------- | ------ | ---------------- | --------------------- | ----------- |
| 1 | 01 أغسطس 1966 | طابع يحمل صورة حاكم إمارة رأس الخيمة الشيخ محمد بن صقر القاسمي                |        | خمسة فلوس        | خمسة بيزات هندية      | غير معروف   |
| 2 | 01 أغسطس 1966 | طابع يحمل صورة حاكم إمارة رأس الخيمة الشيخ محمد بن صقر القاسمي                |        | خمسة عشر فلسا    | خمسة عشر بيزة هندية   | غير معروف   |
| 3 | 01 أغسطس 1966 | طابع بلون أصفر برتقالي يحتوي على صورة لسبع نخلات                              |        | ثلاثون فلسا      | ثلاثون بيزة هندية     | غير معروف   |
| 4 | 01 أغسطس 1966 | طابع بلون أزرق فاتح يحتوي على صورة لسبع نخلات                                 |        | أربعون فلسا      | أربعون بيزة هندية     | غير معروف   |
| 5 | 01 أغسطس 1966 | طابع بلون بني يحتوي على صورة لسبع نخلات                                       |        | خمسة وسبعون فلسا | خمس وسبعون بيزة هندية | غير معروف   |
| 6 | 01 أغسطس 1966 | طابع بلون أخضر فاتح يحتوي على صورة للسفينة الشراعية العربية التقليدية الدهو   |        | مئة فلس          | روبية واحدة           | 40 * 24 ملم |
| 7 | 01 أغسطس 1966 | طابع بلون أزرق بنفسجي يحتوي على صورة للسفينة الشراعية العربية التقليدية الدهو |        | مئتا فلس         | روبيتان               | 40 * 24 ملم |
| 8 | 01 أغسطس 1966 | طابع بلون رمادي مُزرق يحتوي على صورة للسفينة الشراعية العربية التقليدية الدهو  |        | خمس مئة فلس      | خمس روبيات            | 40 * 24 ملم |

وأُعيد إصدار الطوابع الثمانية موشحة بقيمة نقدية جديدة بالريال القطري لبعض الرموز الوطنية لدولة الإمارات العربية المتحدة:
| # | تاريخ الإصدار | الوصف                                                                         | الصورة | القيمة         | القيمة السابقة        | الأبعاد     |
| - | ------------- | ----------------------------------------------------------------------------- | ------ | -------------- | --------------------- | ----------- |
| 1 | 01 أغسطس 1966 | طابع يحمل صورة حاكم إمارة رأس الخيمة الشيخ محمد بن صقر القاسمي                |        | خمسة دراهم     | خمسة بيزات هندية      | غير معروف   |
| 2 | 01 أغسطس 1966 | طابع يحمل صورة حاكم إمارة رأس الخيمة الشيخ محمد بن صقر القاسمي                |        | خمسة عشر درهما | خمسة عشر بيزة هندية   | غير معروف   |
| 3 | 01 أغسطس 1966 | طابع بلون أصفر برتقالي يحتوي على صورة لسبع نخلات                              |        | ثلاثون درهما   | ثلاثون بيزة هندية     | غير معروف   |
| 4 | 01 أغسطس 1966 | طابع بلون أزرق فاتح يحتوي على صورة لسبع نخلات                                 |        | أربعون درهما   | أربعون بيزة هندية     | غير معروف   |
| 5 | 01 أغسطس 1966 | طابع بلون بني يحتوي على صورة لسبع نخلات                                       |        | خمسة دراهم     | خمس وسبعون بيزة هندية | غير معروف   |
| 6 | 01 أغسطس 1966 | طابع بلون أخضر فاتح يحتوي على صورة للسفينة الشراعية العربية التقليدية الدهو   |        | ريال واحد      | روبية واحدة           | 40 * 24 ملم |
| 7 | 01 أغسطس 1966 | طابع بلون أزرق بنفسجي يحتوي على صورة للسفينة الشراعية العربية التقليدية الدهو |        | ريالان         | روبيتان               | 40 * 24 ملم |
| 8 | 01 أغسطس 1966 | طابع بلون رمادي مُزرق يحتوي على صورة للسفينة الشراعية العربية التقليدية الدهو  |        | خمس ريالات     | خمس روبيات            | 40 * 24 ملم |

## إصدارات منظمة الصحة العالمية
أُصدرت أربعة طوابع لمناسبة افتتاح المقر الرئيس لمنظمة الصحة العالمية في جنيف:
| # | تاريخ الإصدار  | الوصف                                                                                         | صورة الطابع المخرم | صورة الطابع غير المخرم | القيمة             |
| - | -------------- | --------------------------------------------------------------------------------------------- | ------------------ | ---------------------- | ------------------ |
| 1 | 01 ديسمبر 1966 | طابع بخلفية ذات لون وردي فاتح يحتوي على صورة لمبنى منظمة الصحة العالمية مع صورة ورود صفراء    |                    |                        | خمسة عشر درهما     |
| 2 | 01 ديسمبر 1966 | طابع بخلفية ذات لون أصفر يحتوي على صورة لمبنى منظمة الصحة العالمية مع صورة ورود حمراء         |                    |                        | خمسة وثلاثون درهما |
| 3 | 01 ديسمبر 1966 | طابع بخلفية ذات لون أخضر فاتح يحتوي على صورة لمبنى منظمة الصحة العالمية مع صورة ورود صفراء    |                    |                        | خمسون درهما        |
| 4 | 01 ديسمبر 1966 | طابع بخلفية ذات لون برتقالي فاتح يحتوي على صورة لمبنى منظمة الصحة العالمية مع صورة ورود حمراء |                    |                        | ثلاثة ريالات       |

وأُصدرت بطاقة تذكارية واحدة:

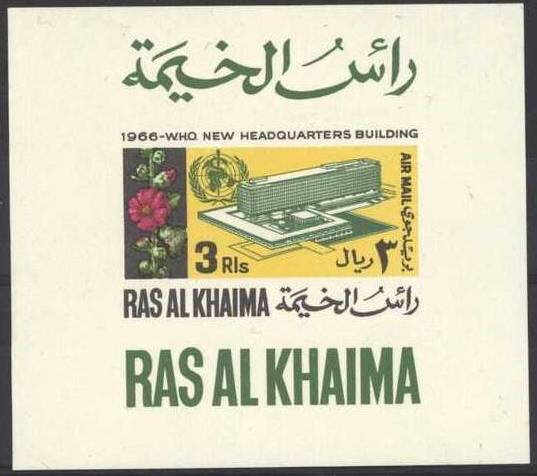
ورقة طابع بخلفية ذات لون أصفر تحتوي على صورة لمبنى منظمة الصحة العالمية مع صورة ورود حمراء

## إصدارات ذكرى وفاة جون كينيدي
أُصدِرت ستة طوابع لمناسبة ذكرى وفاة الرئيس الأمريكي الخامس والثلاثين جون كينيدي:
| # | تاريخ الإصدار | الوصف                                                                                 | صورة الطابع المخرم | صورة أخرى مختلفة | القيمة         |
| - | ------------- | ------------------------------------------------------------------------------------- | ------------------ | ---------------- | -------------- |
| 1 | 01 أغسطس 1966 | طابع بخلفية بنية ولون أزرق يحتوي على صورة للرئيس الأمريكي الخامس والثلاثين جون كينيدي |                    |                  | 100 فلس بحريني |
| 2 | 01 أغسطس 1966 | طابع بخلفية بنية ولون أزرق يحتوي على صورة للرئيس الأمريكي الخامس والثلاثين جون كينيدي |                    |                  | 100 فلس بحريني |
| 3 | 01 أغسطس 1966 | طابع بخلفية بنية ولون أزرق يحتوي على صورة للرئيس الأمريكي الخامس والثلاثين جون كينيدي |                    |                  | 100 فلس بحريني |
| 4 | 01 أغسطس 1966 | طابع بخلفية بنية ولون أزرق يحتوي على صورة للرئيس الأمريكي الخامس والثلاثين جون كينيدي |                    |                  | 200 فلس بحريني |
| 5 | 01 أغسطس 1966 | طابع بخلفية بنية ولون أزرق يحتوي على صورة للرئيس الأمريكي الخامس والثلاثين جون كينيدي |                    |                  | 300 فلس بحريني |
| 6 | 01 أغسطس 1966 | طابع بخلفية بنية ولون أزرق يحتوي على صورة للرئيس الأمريكي الخامس والثلاثين جون كينيدي |                    |                  | 400 فلس بحريني |

وقد احتوى الإصدار على عدد من صحف الطوابع الكاملة:

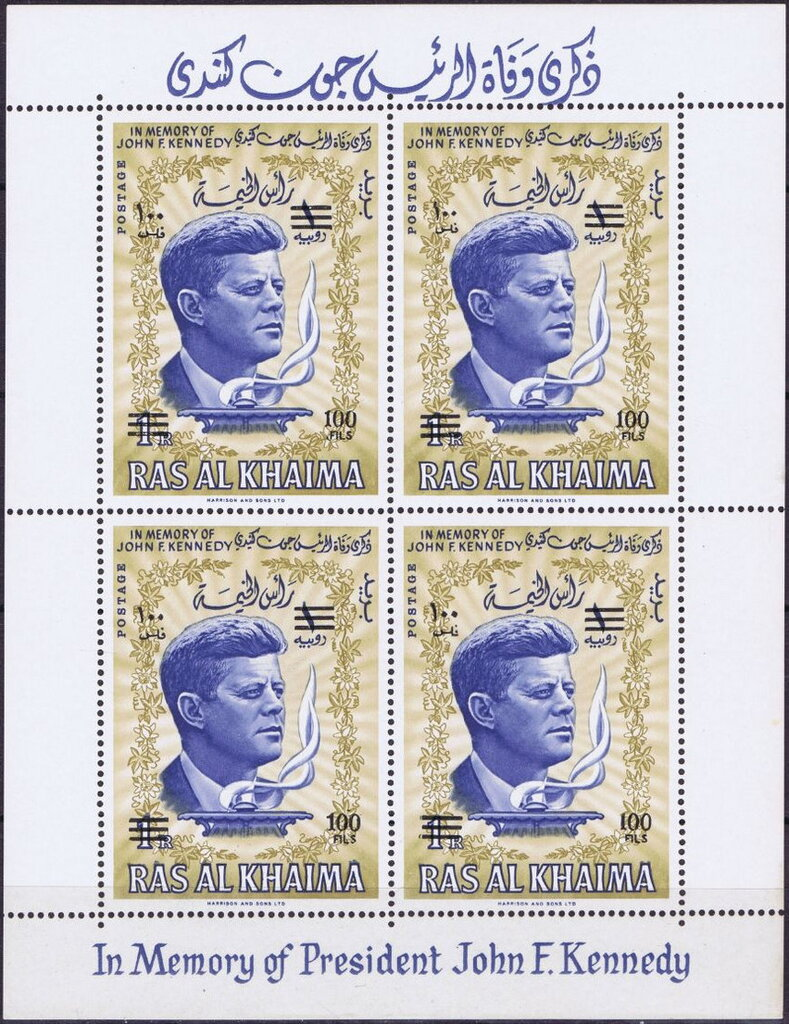
صحيفة طوابع كاملة
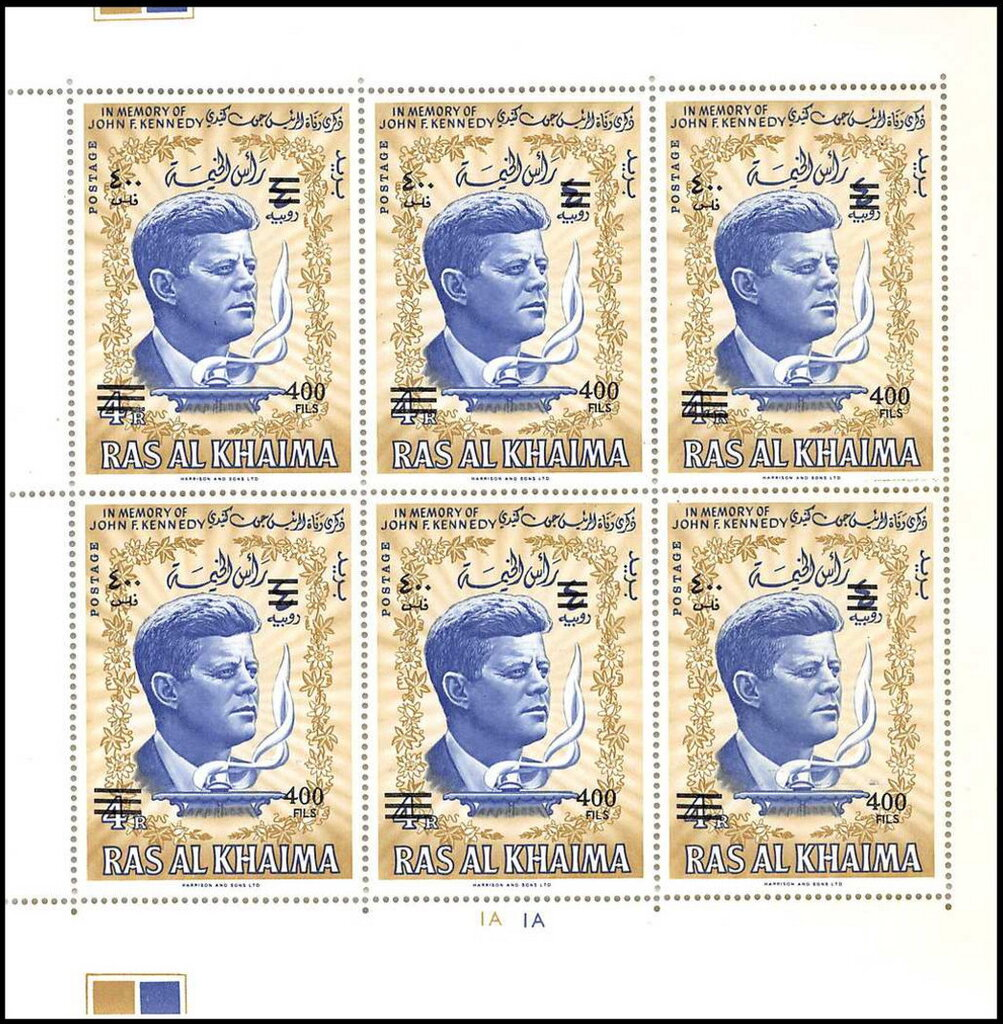
صحيفة طوابع كاملة
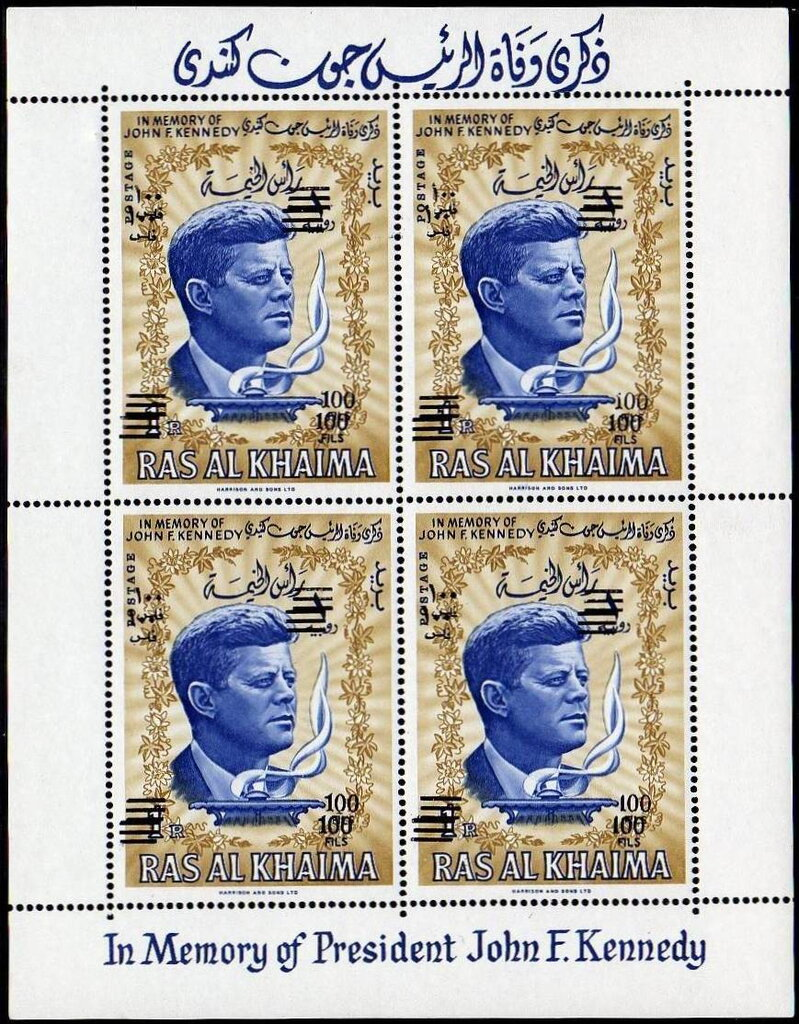
صحيفة طوابع كاملة
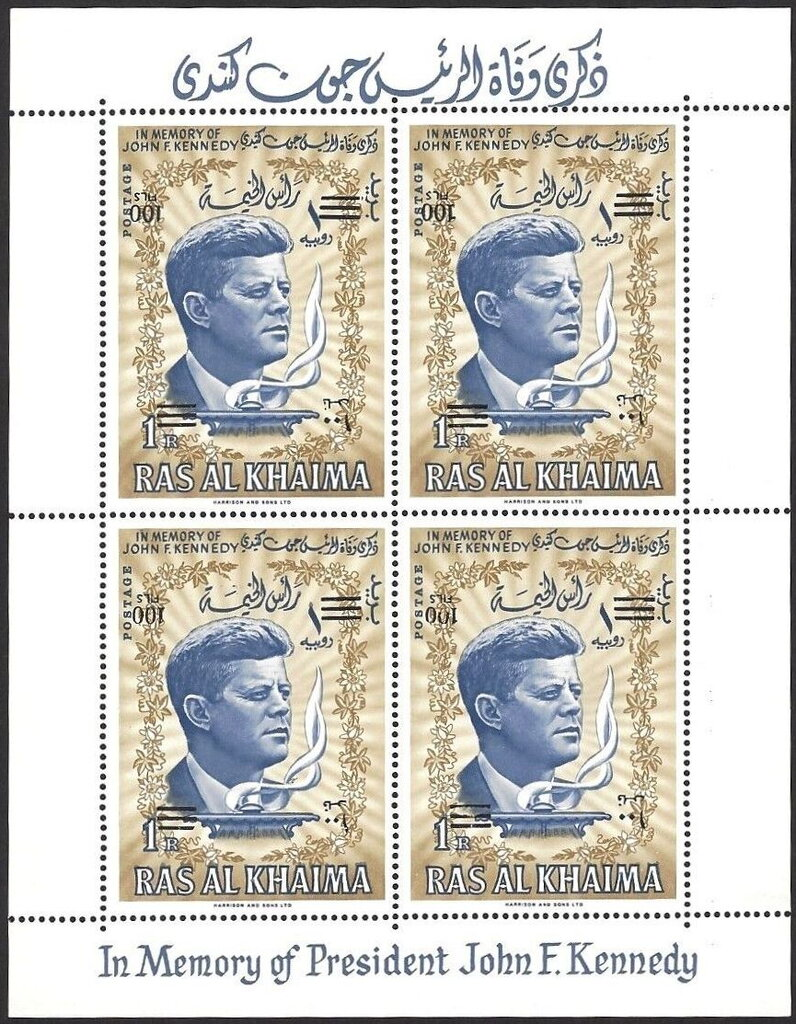
صحيفة طوابع كاملة
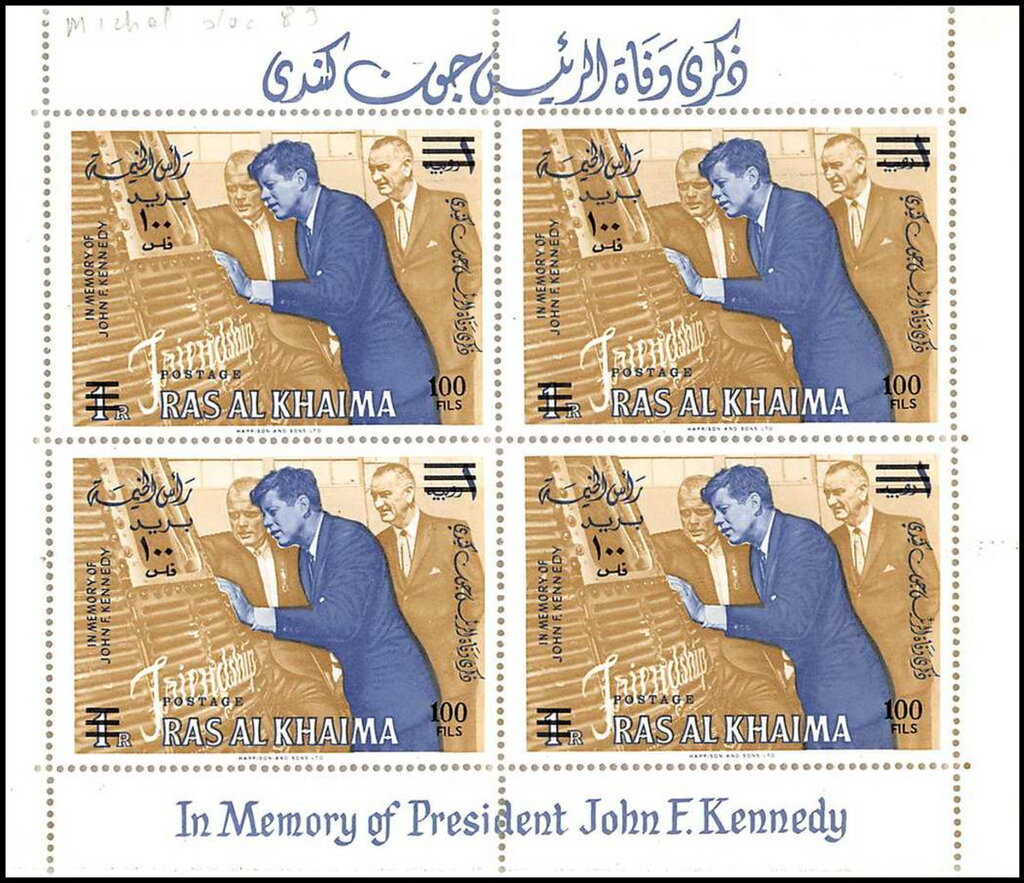
صحيفة طوابع كاملة
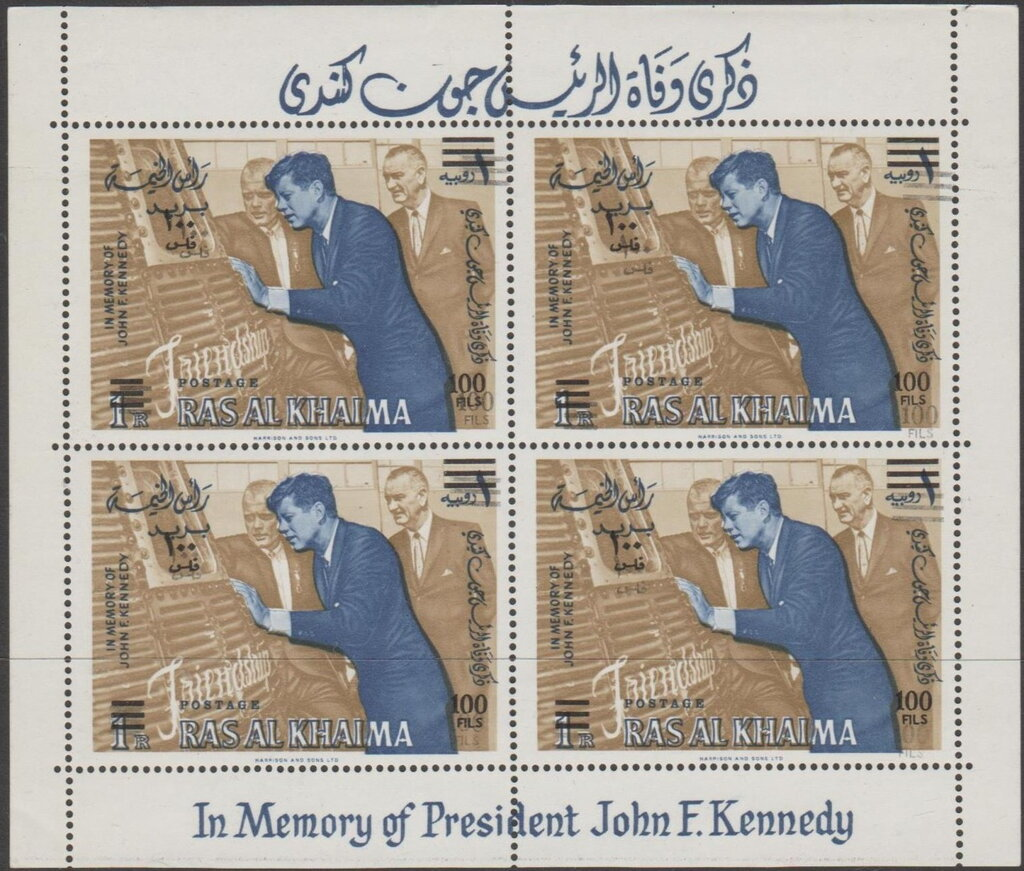
صحيفة طوابع كاملة
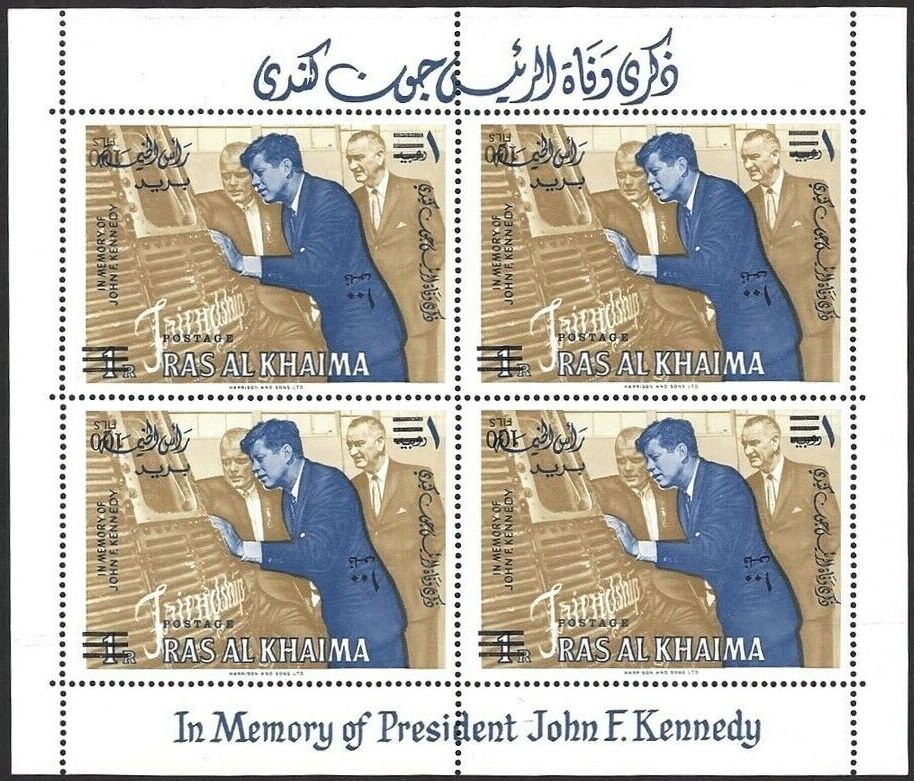
صحيفة طوابع كاملة
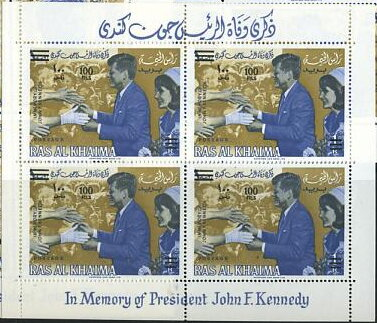
صحيفة طوابع كاملة
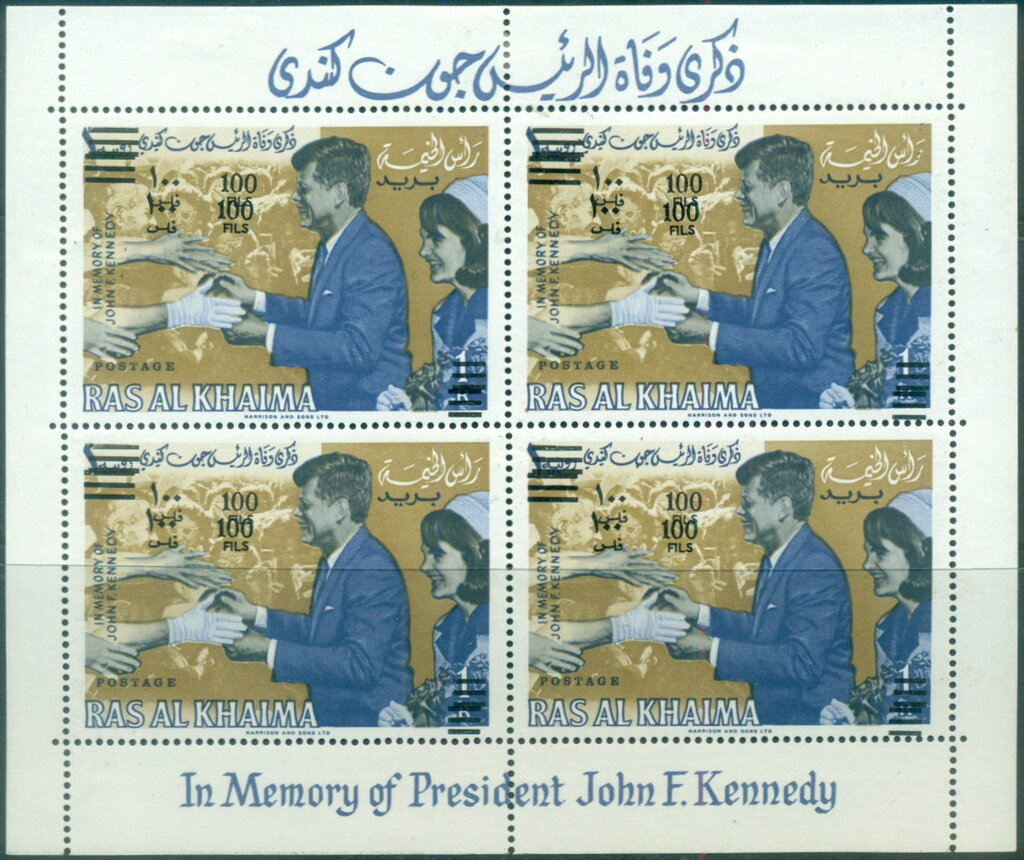
صحيفة طوابع كاملة
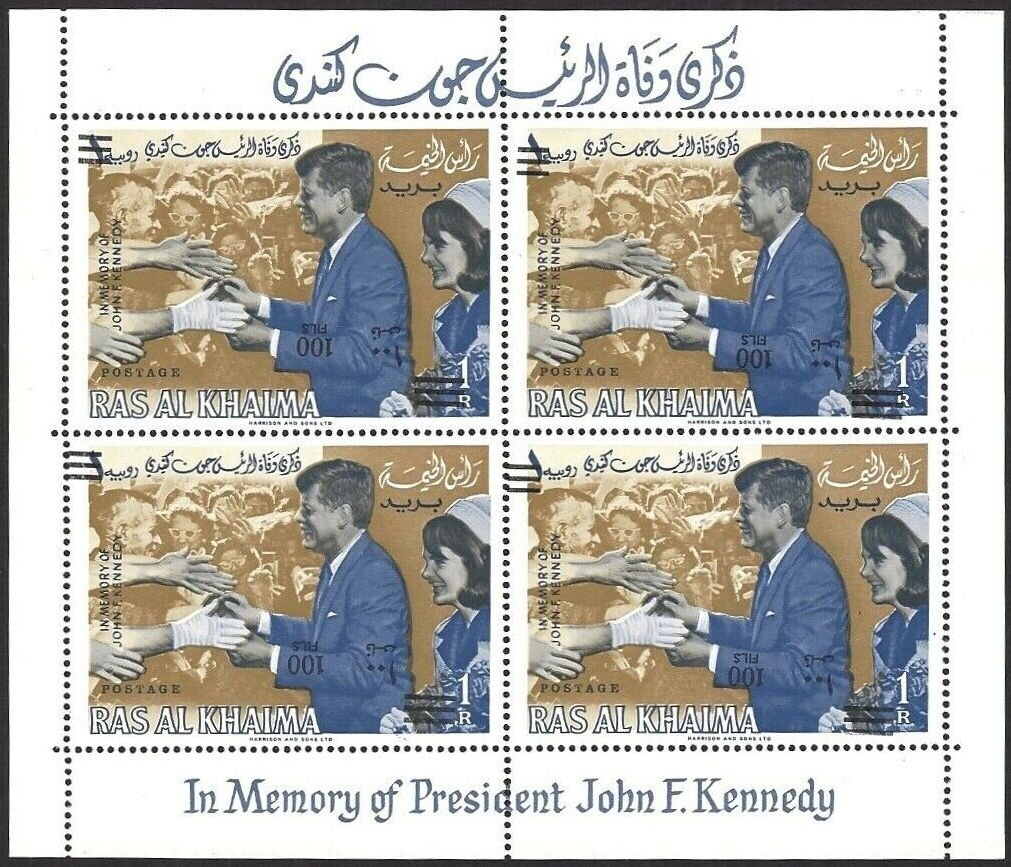
صحيفة طوابع كاملة

ونُشرت بعض الطوابع المقتطعة من الصحيفة الكاملة:

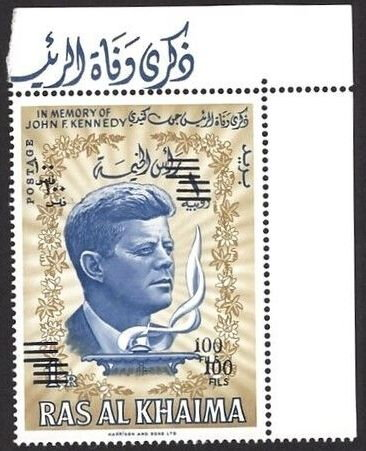
طابع مقتطع من صحيفة طوابع كاملة
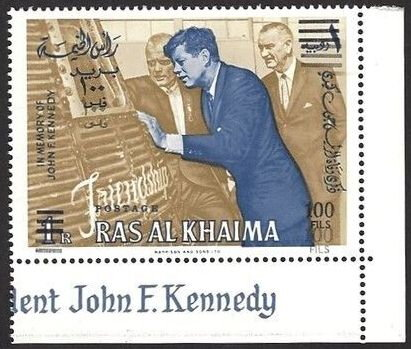
طابع مقتطع من صحيفة طوابع كاملة
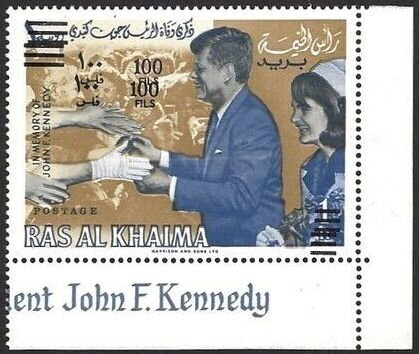
طابع مقتطع من صحيفة طوابع كاملة

## إصدارات ذكرى وفاة ونستون تشرشل
أُصدِرت ستة طوابع لمناسبة ذكرى وفاة رئيس وزراء المملكة المتحدة ونستون تشرشل:
| # | تاريخ الإصدار | الوصف                                                                             | صورة الطابع المخرم | القيمة         |
| - | ------------- | --------------------------------------------------------------------------------- | ------------------ | -------------- |
| 1 | 01 أغسطس 1966 | طابع بخلفية بنية ولون أزرق يحتوي على صورة رئيس وزراء المملكة المتحدة ونستون تشرشل |                    | 100 فلس بحريني |
| 2 | 01 أغسطس 1966 | طابع بخلفية بنية ولون أزرق يحتوي على صورة رئيس وزراء المملكة المتحدة ونستون تشرشل |                    | 100 فلس بحريني |
| 3 | 01 أغسطس 1966 | طابع بخلفية بنية ولون أزرق يحتوي على صورة رئيس وزراء المملكة المتحدة ونستون تشرشل |                    | 100 فلس بحريني |
| 4 | 01 أغسطس 1966 | طابع بخلفية بنية ولون أزرق يحتوي على صورة رئيس وزراء المملكة المتحدة ونستون تشرشل |                    | 200 فلس بحريني |
| 5 | 01 أغسطس 1966 | طابع بخلفية بنية ولون أزرق يحتوي على صورة رئيس وزراء المملكة المتحدة ونستون تشرشل |                    | 300 فلس بحريني |
| 6 | 01 أغسطس 1966 | طابع بخلفية بنية ولون أزرق يحتوي على صورة رئيس وزراء المملكة المتحدة ونستون تشرشل |                    | 400 فلس بحريني |

وقد احتوى الإصدار على عدد من صحف الطوابع الكاملة:

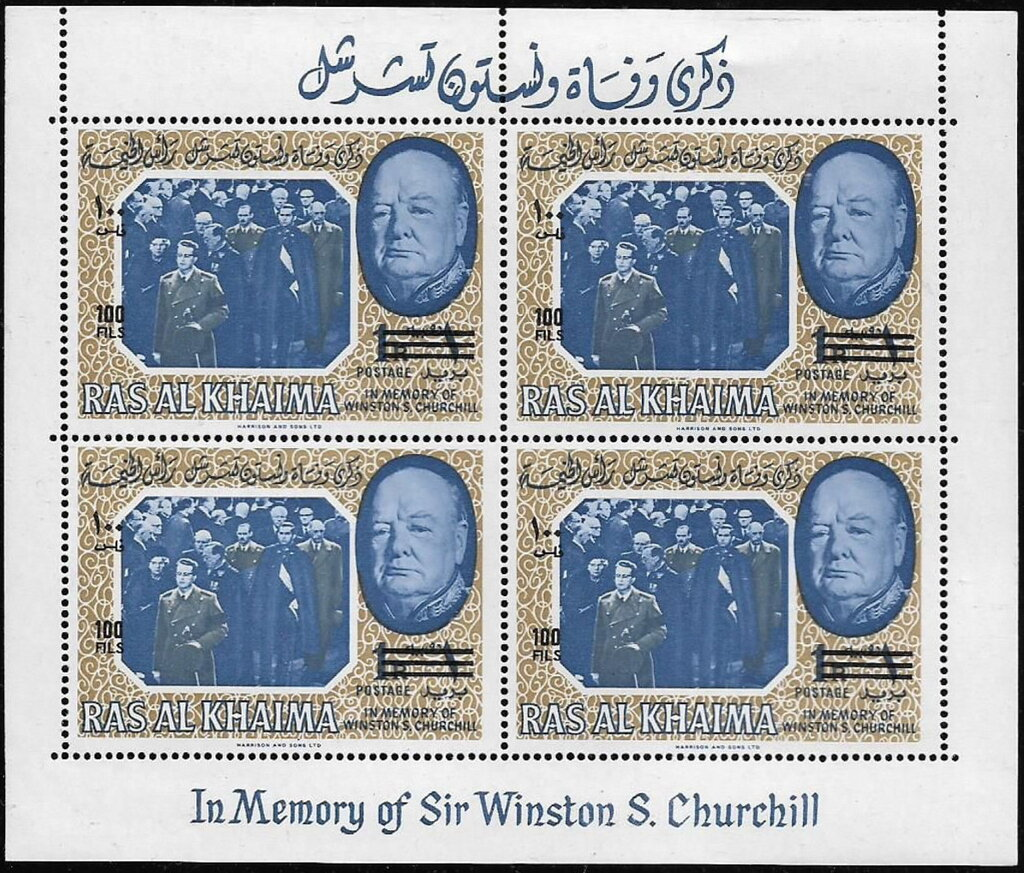
صحيفة طوابع كاملة
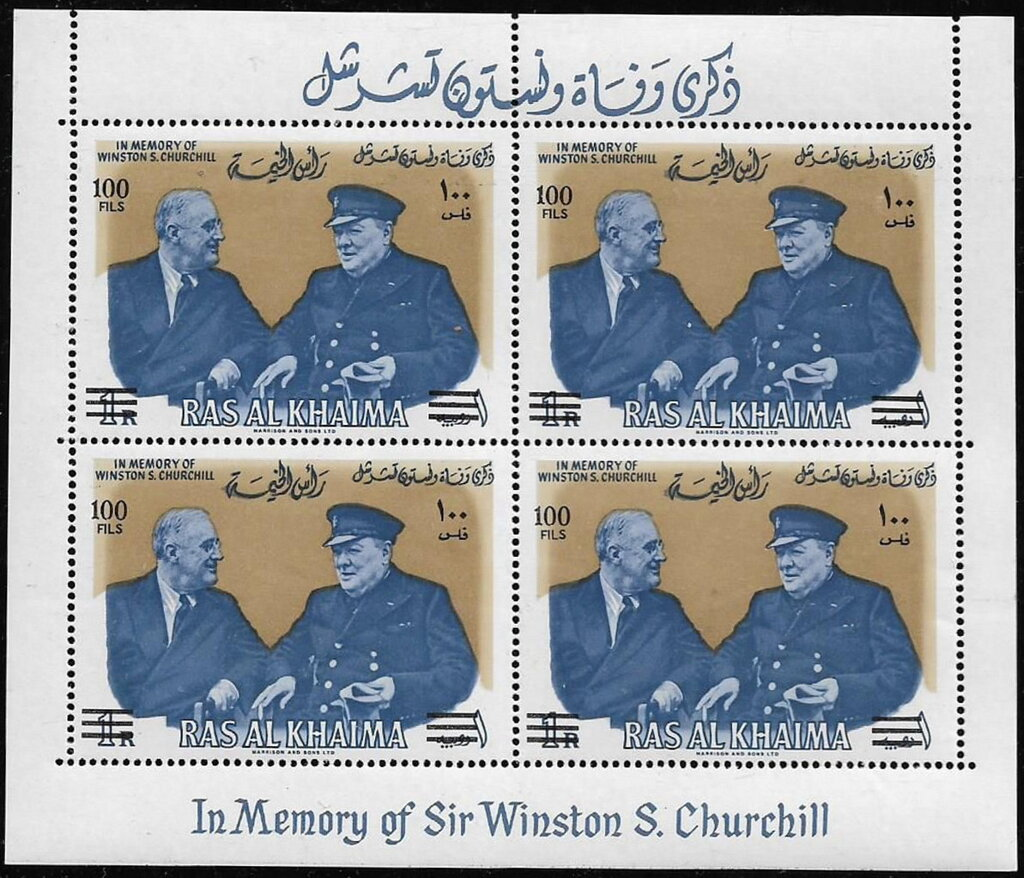
صحيفة طوابع كاملة
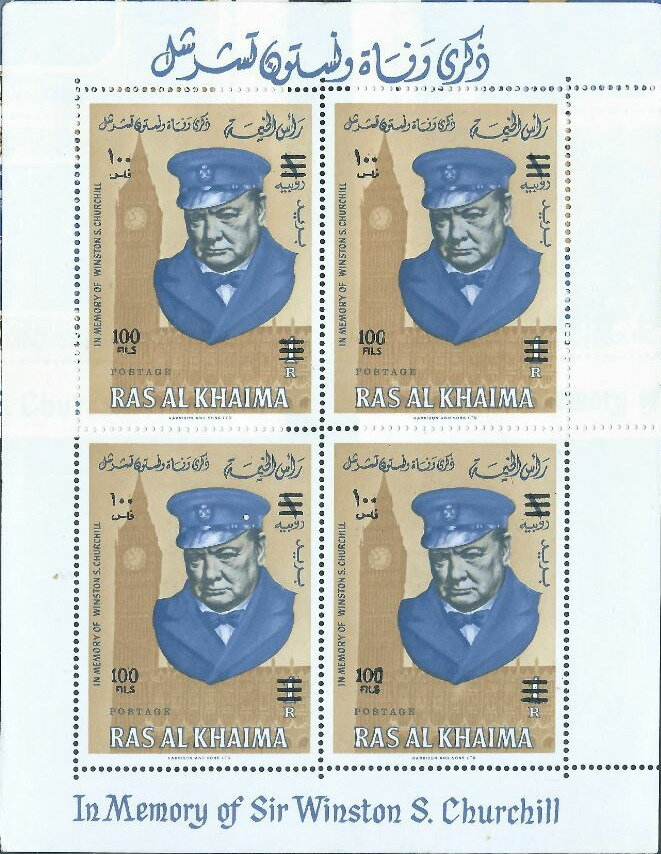
صحيفة طوابع كاملة

ونُشرت بعض الطوابع المقتطعة من الصحيفة الكاملة:

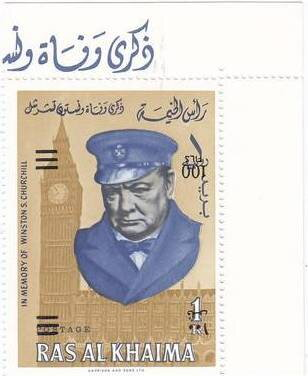
طابع مقتطع من صحيفة طوابع كاملة
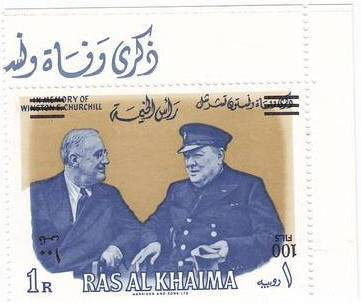
طابع مقتطع من صحيفة طوابع كاملة
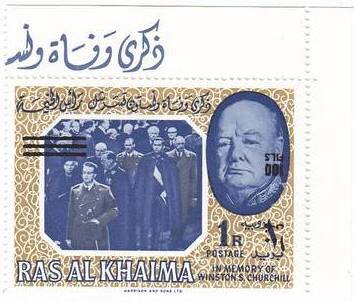
طابع مقتطع من صحيفة طوابع كاملة

## توشيح إصدارات دورة الألعاب العربية
أُعيد توشيح الطوابع العشرة وأُصدرت بقيمة نقدية مختلقة لمناسبة دورة الألعاب العربية 1965 التي جرت أحداثها في القاهرة:
| #  | تاريخ الإصدار | الوصف                                                                        | صورة الطابع المخرم | صورة الطابع غير المخرم | القيمة            | القيمة السابقة  |
| -- | ------------- | ---------------------------------------------------------------------------- | ------------------ | ---------------------- | ----------------- | --------------- |
| 1  | 09 يونيو 1966 | طابع بخلفية ذات لون أخضر وأطراف بيضاء تظهر فيها صورة لرياضة الركض            |                    |                        | درهم واحد         | بيزة واحدة      |
| 2  | 09 يونيو 1966 | طابع بخلفية ذات لون أخضر وأطراف بيضاء تظهر فيها صورة لرياضة الملاكمة         |                    |                        | درهمان            | بيزتان          |
| 3  | 09 يونيو 1966 | طابع بخلفية ذات لون أخضر وأطراف بيضاء تظهر فيها صورة لرياضة كرة القدم        |                    |                        | ثلاثة دراهم       | ثلاث بيزات      |
| 4  | 09 يونيو 1966 | طابع بخلفية ذات لون وردي وأطراف بيضاء تظهر فيها صورة لرياضة المبارزة         |                    |                        | أربعة دراهم       | أربع بيزات      |
| 5  | 09 يونيو 1966 | طابع بخلفية ذات لون برتقالي وأطراف بيضاء تظهر فيها صورة لرياضة الركض         |                    |                        | خمسة دراهم        | خمس بيزات       |
| 6  | 09 يونيو 1966 | طابع بخلفية ذات لون أزرق وأطراف بيضاء تظهر فيها صورة لرياضة السباحة          |                    |                        | عشرة دراهم        | عشر بيزات       |
| 7  | 09 يونيو 1966 | طابع بخلفية ذات لون برتقالي فاتح وأطراف بيضاء تظهر فيها صورة لرياضة الملاكمة |                    |                        | خمسة وعشرون درهما | خمس وعشرون بيزة |
| 8  | 09 يونيو 1966 | طابع بخلفية ذات لون وردي وأطراف بيضاء تظهر فيها صورة لرياضة كرة القدم        |                    |                        | خمسون درهما       | خمسون بيزة      |
| 9  | 09 يونيو 1966 | طابع بخلفية ذات لون أزرق وأطراف بيضاء تظهر فيها صورة لرياضة المبارزة         |                    |                        | خمس وسبعون درهما  | خمس وسبعون بيزة |
| 10 | 09 يونيو 1966 | طابع بخلفية ذات لون أزرق وأطراف بيضاء تظهر فيها صورة لرياضة السباحة          |                    |                        | ريال واحد         | روبية واحدة     |

وأُصدرت بطاقتان تذكاريتان:

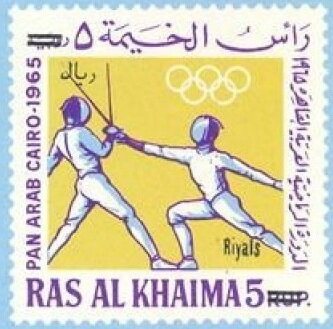
طابع لورقة تذكارية بخلفية ذات لون أصفر وأطراف بيضاء يحتوي على صورة لرياضة المبارزة
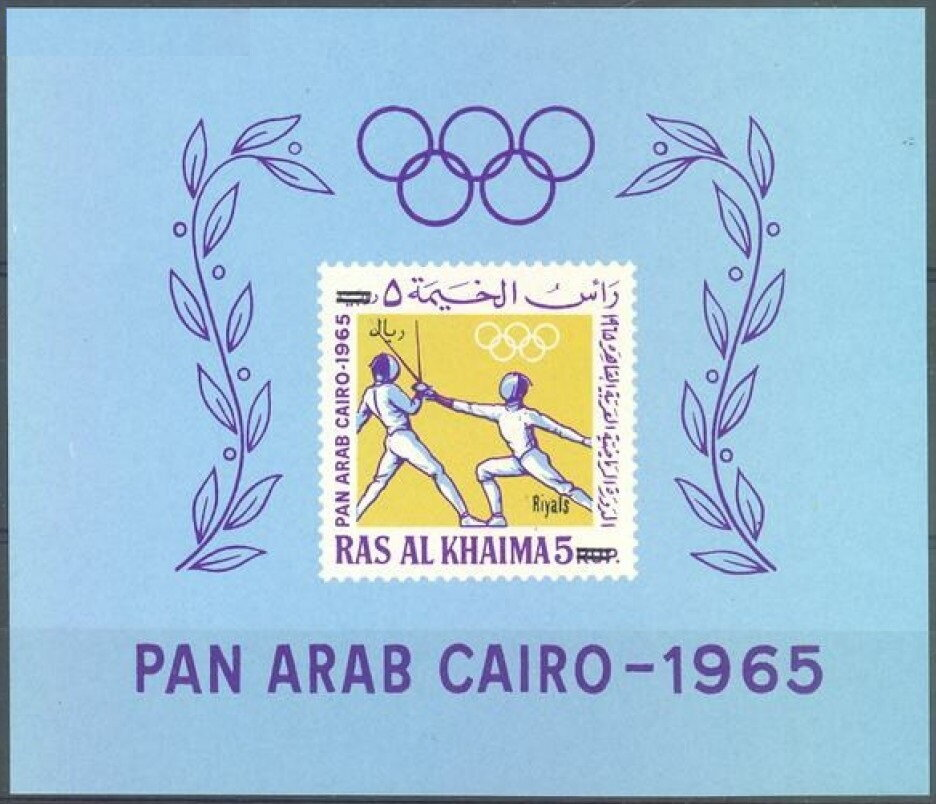
ورقة تذكارية بخلفية ذات لون أزرق تحتوي على طابع رياضة المبارزة في الوسط وفوقه رمز الأولمبياد وقد كُتب تحت الطابع "Panarabic Games Cairo 1965" باللغة الإنجليزية إشارة لدورة الألعاب العربية 1965

ثم أُعيد توشيح الطوابع العشرة بعبارة "التحضير للألعاب الأولمبية-مكسيكو" باللغة العربية وعبارة "PRO-OLYMPIC GAMES-MEXICO" باللغة الإنجليزية:
| #  | تاريخ الإصدار | الوصف                                                                        | صورة الطابع المخرم | صورة الصحيفة الكاملة | القيمة            | القيمة السابقة  |
| -- | ------------- | ---------------------------------------------------------------------------- | ------------------ | -------------------- | ----------------- | --------------- |
| 1  | 09 يونيو 1966 | طابع بخلفية ذات لون أخضر وأطراف بيضاء تظهر فيها صورة لرياضة الركض            |                    |                      | درهم واحد         | بيزة واحدة      |
| 2  | 09 يونيو 1966 | طابع بخلفية ذات لون أخضر وأطراف بيضاء تظهر فيها صورة لرياضة الملاكمة         |                    |                      | درهمان            | بيزتان          |
| 3  | 09 يونيو 1966 | طابع بخلفية ذات لون أخضر وأطراف بيضاء تظهر فيها صورة لرياضة كرة القدم        |                    |                      | ثلاثة دراهم       | ثلاث بيزات      |
| 4  | 09 يونيو 1966 | طابع بخلفية ذات لون وردي وأطراف بيضاء تظهر فيها صورة لرياضة المبارزة         |                    |                      | أربعة دراهم       | أربع بيزات      |
| 5  | 09 يونيو 1966 | طابع بخلفية ذات لون برتقالي وأطراف بيضاء تظهر فيها صورة لرياضة الركض         |                    |                      | خمسة دراهم        | خمس بيزات       |
| 6  | 09 يونيو 1966 | طابع بخلفية ذات لون أزرق وأطراف بيضاء تظهر فيها صورة لرياضة السباحة          |                    |                      | عشرة دراهم        | عشر بيزات       |
| 7  | 09 يونيو 1966 | طابع بخلفية ذات لون برتقالي فاتح وأطراف بيضاء تظهر فيها صورة لرياضة الملاكمة |                    |                      | خمسة وعشرون درهما | خمس وعشرون بيزة |
| 8  | 09 يونيو 1966 | طابع بخلفية ذات لون وردي وأطراف بيضاء تظهر فيها صورة لرياضة كرة القدم        |                    |                      | خمسون درهما       | خمسون بيزة      |
| 9  | 09 يونيو 1966 | طابع بخلفية ذات لون أزرق وأطراف بيضاء تظهر فيها صورة لرياضة المبارزة         |                    |                      | خمس وسبعون درهما  | خمس وسبعون بيزة |
| 10 | 09 يونيو 1966 | طابع بخلفية ذات لون أزرق وأطراف بيضاء تظهر فيها صورة لرياضة السباحة          |                    |                      | ريال واحد         | روبية واحدة     |

## توشيح إصدارات رواد الفضاء
أُعيد توشيح الطوابع الثمانية لرواد الفضاؤ وأُصدرت بقيمة نقدية مختلفة مع بطاقتين تذكاريتين:
| # | تاريخ الإصدار  | الوصف | صورة الطابع المخرم | صورة الطابع غير المخرم | القيمة             | القيمة السابقة  | الأبعاد     |
| - | -------------- | --- | ------------------ | ---------------------- | ------------------ | --------------- | ----------- |
| 1 | 20 نوفمبر 1966 | طابع ذو خلفية أرجوانية يحتوي على صورة رائد الفضاء الأمريكي سكوت كاربنتر وتظهر فوقه صورة لمركبة ميركوري-أطلس 7 |                    |                        | خمس وعشرون درهما   | خمس وعشرون بيزة | 30 * 62 ملم |
| 2 | 20 نوفمبر 1966 | طابع ذو خلفية بنية يحتوي على صورة رائد الفضاء الأمريكي جون غلين وتظهر فوقه صورة لمركبة ميركوري-أطلس 6         |                    |                        | خمسون درهما        | خمسون بيزة      | 30 * 62 ملم |
| 3 | 20 نوفمبر 1966 | طابع ذو خلفية زرقاء يحتوي على صورة رائد الفضاء الأمريكي ألان شيبارد وتظهر فوقه صورة لمركبة ميركوري-ريدستون 3  |                    |                        | خمس وسبعون درهما   | خمس وسبعون بيزة | 30 * 62 ملم |
| 4 | 20 نوفمبر 1966 | طابع ذو خلفية بنية يحتوي على صورة رائد الفضاء الأمريكي جوردن كوبر                                             |                    |                        | ريال قطري واحد     | روبية واحدة     | 30 * 62 ملم |
| 5 | 20 نوفمبر 1966 | طابع ذو خلفية وردية يحتوي على صورة رائد الفضاء الأمريكي غوس غريسوم وتظهر فوقه صورة لمركبة ميركوري-ريدستون 4   |                    |                        | ريالان قطريان      | روبيتان         | 30 * 62 ملم |
| 6 | 20 نوفمبر 1966 | طابع ذو خلفية خضراء يحتوي على صورة رائد الفضاء الأمريكي والي شيرا وتظهر فوقه صورة لمركبة ميركوري-أطلس 8       |                    |                        | ثلاثة ريالات قطرية | ثلاث روبيات     | 30 * 62 ملم |
| 7 | 20 نوفمبر 1966 | طابع ذو خلفية حمراء يحتوي على صورة رائد الفضاء الأمريكي طوماس ستافورد وتظهر فوقه صورة لمركبة جمناي 6 إيه      |                    |                        | أربع ريالات قطرية  | أربع روبيات     | 30 * 62 ملم |
| 8 | 20 نوفمبر 1966 | طابع ذو خلفية زرقاء يحتوي على صورة رائد الفضاء الأمريكي جيم لوفل وتظهر فوقه صورة لمركبة جمناي 7               |                    |                        | خمس ريالات قطرية   | خمس روبيات      | 30 * 62 ملم |

وأُصدرت بطاقتان تذكاريتان

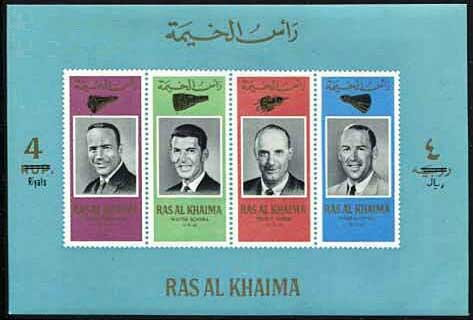
بطاقة تذكارية بخلفية زرقاء بقيمة أربع ريالات تحتوي على أربع طوايع تظهر فيها صور لرواد الفضاء
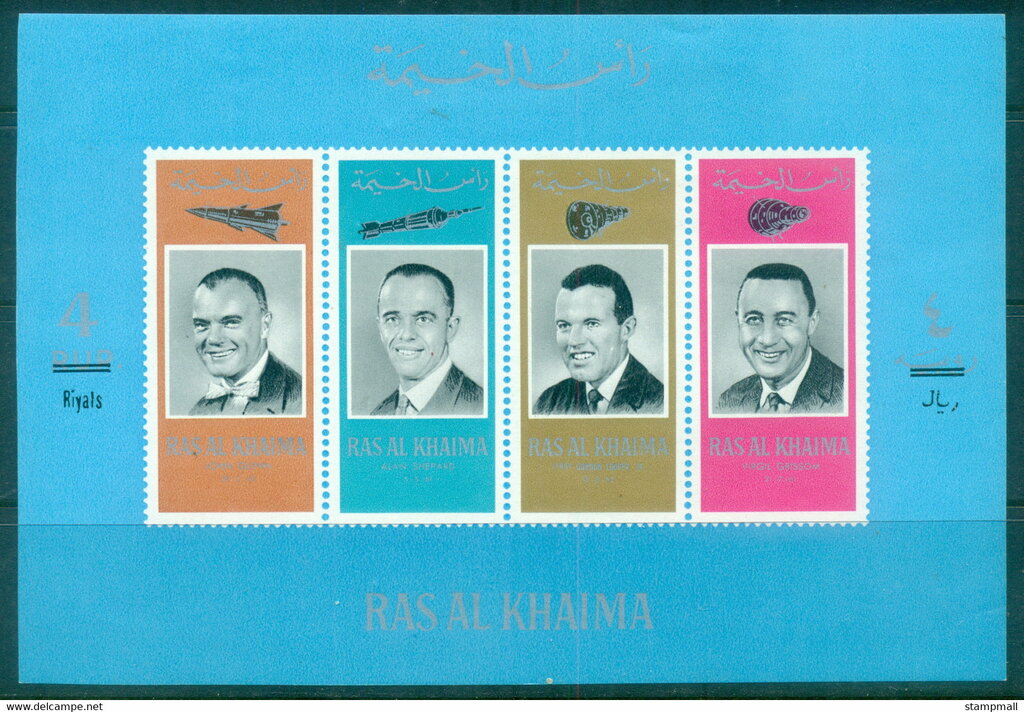
بطاقة تذكارية بخلفية زرقاء بقيمة أربع ريالات تحتوي على أربع طوايع تظهر فيها صور لرواد الفضاء

## إصدارات كأس العالم 1966
أُصدرت أربعة طوابع لمناسبة بطولة كأس العالم الثامنة التي جرت أحداثها في إنجلترا:
| # | تاريخ الإصدار  | الوصف | صورة الإصدار المخرم | صورة الإصدار غير المخرم | القيمة             |
| - | -------------- | --- | ------------------- | ----------------------- | ------------------ |
| 1 | 30 ديسمبر 1966 | طابع بخلفية ذات لون بني يحتوي على صورة لملعب ويمبلي في لندن                                                    |                     |                         | ريال قطري واحد     |
| 2 | 30 ديسمبر 1966 | طابع بخلفية ذات لون أصفر فيها صورة للاعبين في مباراة جمعت منتخب البرتغال مع منتخب الاتحاد السوفيتي             |                     |                         | ريالان قطريان      |
| 3 | 30 ديسمبر 1966 | طابع بخلفية ذات لون أزرق فيها صورة لمراوغة بين لاعبين في مباراة جمعت منتخب إنجلترا مع منتخب ألمانيا            |                     |                         | ثلاثة ريالات قطرية |
| 4 | 30 ديسمبر 1966 | طابع بخلفية ذات لون رمادي تظهر فيه صورة للملكة إليزابيث الثانية وهي تسلّم الكأس لقائد الفريق الإنجليزي بوبي مور |                     |                         | أربعة ريالات قطرية |

وأُصدرت بطاقتان تذكاريتان:

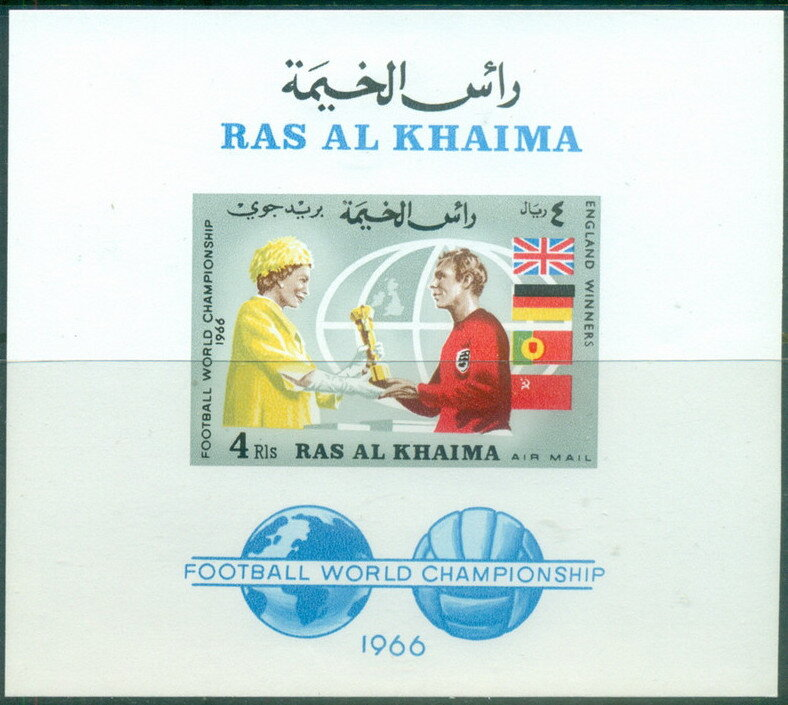
ورقة تذكارية بخلفية ذات لون رمادي تظهر فيها صورة للملكة إليزابيث الثانية وهي تسلّم الكأس لقائد الفريق الإنجليزي بوبي مور
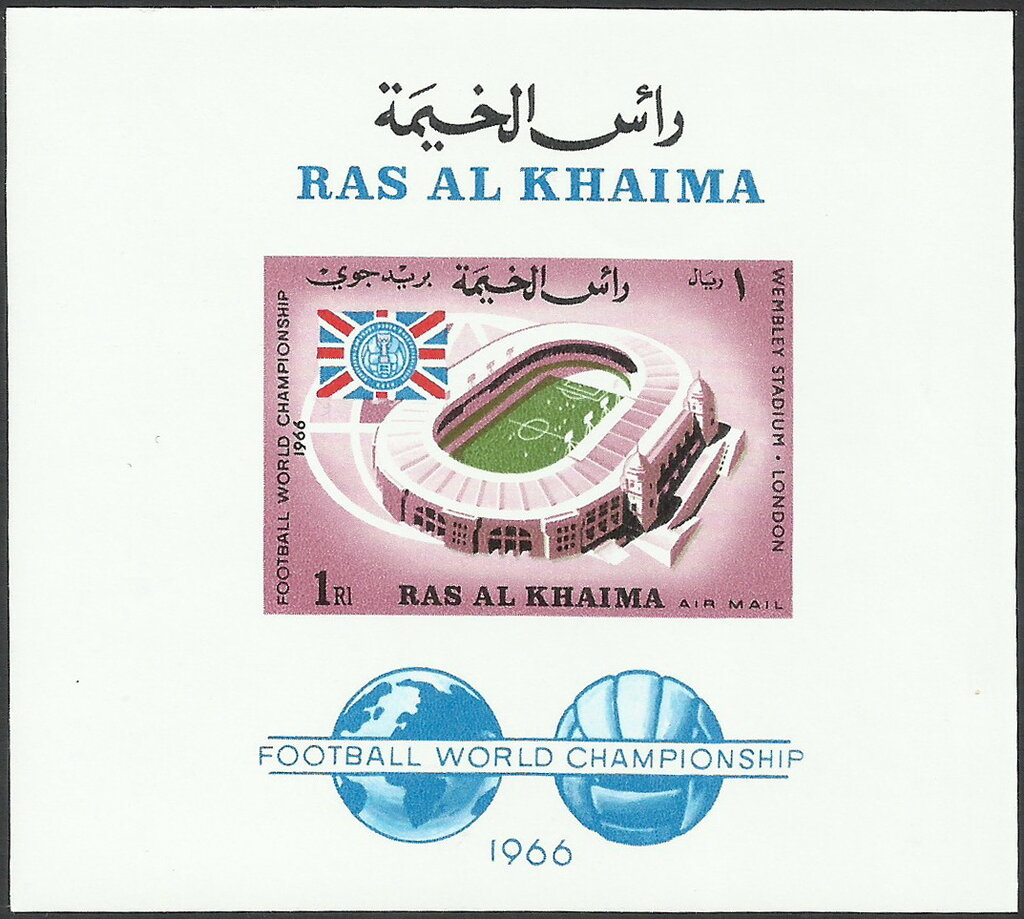
ورقة تذكارية بخلفية ذات لون بني تحتوي على صورة لملعب ويمبلي في لندن

## توشيح إصدارات الذكرى المئوية للاتصالات السلكية واللاسلكية
أُعيد إصدار الطوابع الستة التي أُصدرت بمناسبة الذكرى المئوية للاتصالات السلكية واللاسلكية مُوشّحةً بقيمة نقدية جديدة:
| # | تاريخ الإصدار  | الوصف | صورة الطابع المخرم | صورة الطابع غير المخرم | القيمة             | القيمة السابقة   | الأبعاد     |
| - | -------------- | --- | ------------------ | ---------------------- | ------------------ | ---------------- | ----------- |
| 1 | 20 نوفمبر 1966 | طابع بخلفية ذات لون أخضر فاتح تظهر فيه صورة لقمر اصطناعي ورادار                                                                      |                    |                        | خمسة عشر درهما     | خمس عشرة بيزة    | 48 * 31 ملم |
| 2 | 20 نوفمبر 1966 | طابع بخلفية ذات لون أزرق فاتح تظهر فيه صورة لبرج للبث التلفازي مُزوّد بقمر اصطناعي                                                     |                    |                        | خمسون درهما        | خمسون بيزة       | 48 * 31 ملم |
| 3 | 20 نوفمبر 1966 | طابع بخلفية ذات لون رمادي فاتح تظهر فيه صورة بقمر اصطناعي مع قاعدة إطلاق وتظهر في الطابع صورة لمنطقة الخليج العربي على الكرة الأرضية |                    |                        | خمسة وثمانون درهما | خمس وثمانون بيزة | 48 * 31 ملم |
| 4 | 20 نوفمبر 1966 | طابع بخلفية ذات لون برتقالي فاتح تظهر فيه صورة لقمر اصطناعي ورادار                                                                   |                    |                        | ريال واحد          | روبية واحدة      | 48 * 31 ملم |
| 5 | 20 نوفمبر 1966 | طابع بخلفية ذات لون أزرق فاتح تظهر فيه صورة لبرج للبث التلفازي مُزوّد بقمر اصطناعي                                                     |                    |                        | ريالان             | روبيتان          | 48 * 31 ملم |
| 6 | 20 نوفمبر 1966 | طابع بخلفية ذات لون رمادي فاتح تظهر فيه صورة بقمر اصطناعي مع قاعدة إطلاق وتظهر في الطابع صورة لمنطقة الخليج العربي على الكرة الأرضية |                    |                        | ثلاثة ريالات       | ثلاث روبيات      | 48 * 31 ملم |

وأُصدرت بطاقتان تذكاريتان:

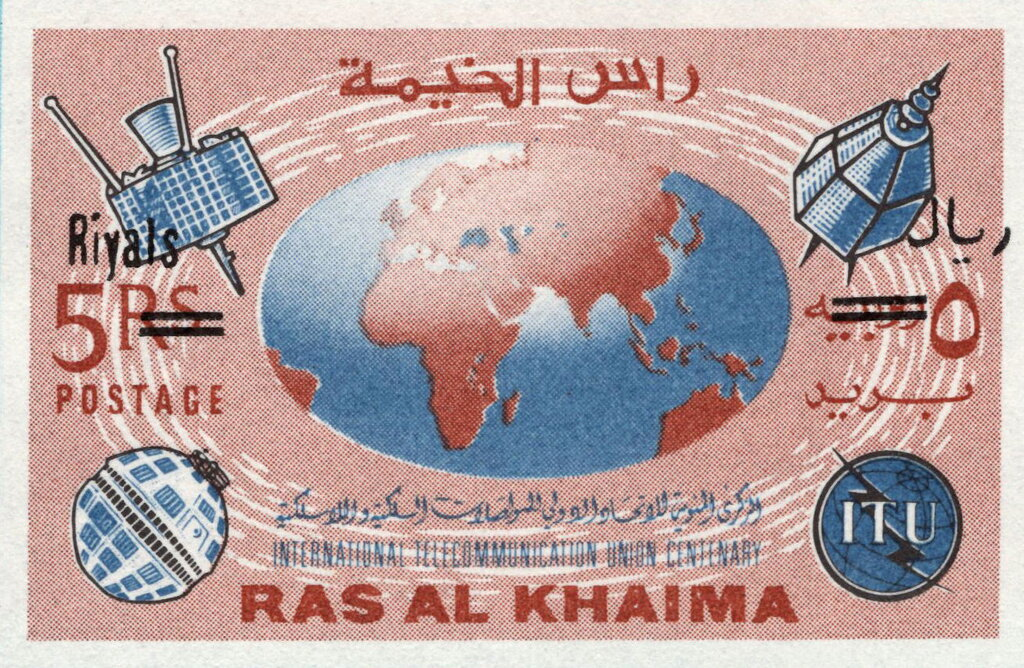
ورقة تذكارية بخلفية ذات لون بني تظهر فيها صورة الكرة الأرضية في المنتصف وصور أقمار اصطناعية تدور حولها
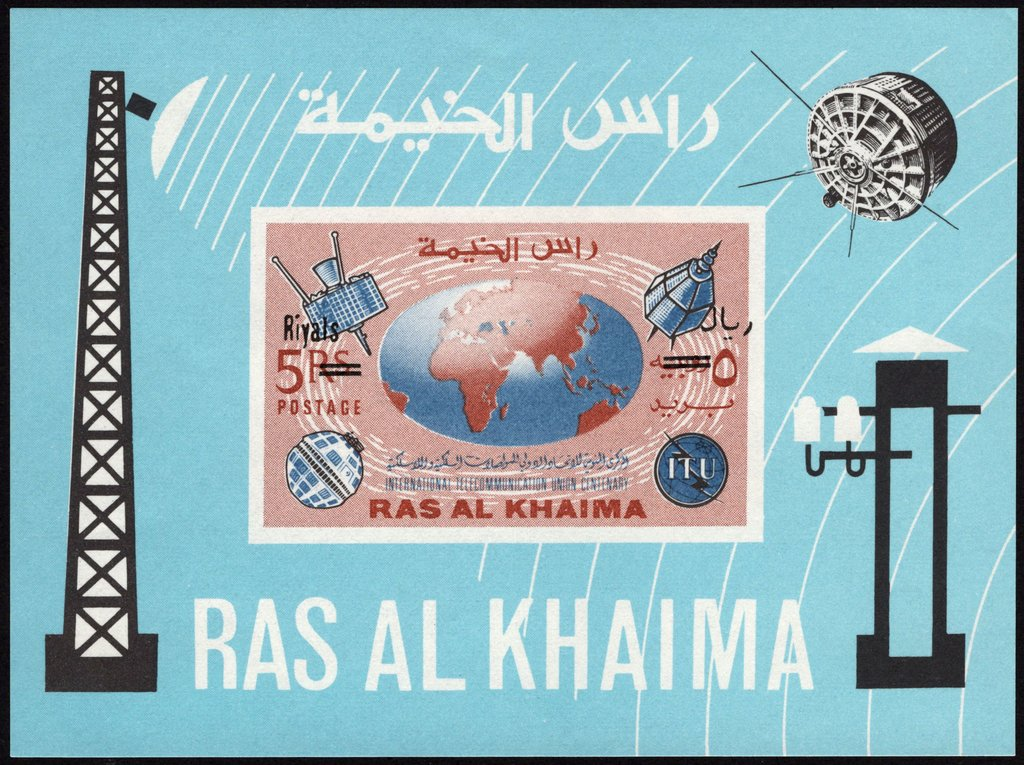
ورقة تذكارية بخلفية ذات لون أزرق تحتوي على الورقة التذكارية الأولى بالإضافة إلى قمر اصطناعي وبرج للبث التلفازي

## توشيح إصدارات سنة التعاون الدولي
أٌعيد توشيح الطوابع الثمانية التي أُصدرت لمناسبة سنة التعاون الدولي ‏ بقيمة نقدية جديدة وكانت جميع الإصدارات بقيمة ريال واحد:
| # | تاريخ الإصدار  | الوصف | صورة الطابع المخرم | صورة الطابع غير المخرم | القيمة    | القيمة السابقة | الأبعاد     |
| - | -------------- | --- | ------------------ | ---------------------- | --------- | -------------- | ----------- |
| 1 | 20 نوفمبر 1966 | طابع بخلفية ذات لون بني فاتح تحتوي على صورة حاكم إمارة رأس الخيمة صقر بن محمد القاسمي وأمير الكويت صباح السالم الصباح                          |                    |                        | ريال واحد | روبية واحدة    | 50 * 28 ملم |
| 2 | 20 نوفمبر 1966 | طابع بخلفية ذات لون رمادي فاتح تحتوي على صورة حاكم إمارة رأس الخيمة صقر بن محمد القاسمي وأمير قطر أحمد بن علي آل ثاني                          |                    |                        | ريال واحد | روبية واحدة    | 50 * 28 ملم |
| 3 | 20 نوفمبر 1966 | طابع بخلفية ذات لون وردي فاتح تحتوي على صورة حاكم إمارة رأس الخيمة صقر بن محمد القاسمي والرئيس المصري جمال عبد الناصر                          |                    |                        | ريال واحد | روبية واحدة    | 50 * 28 ملم |
| 4 | 20 نوفمبر 1966 | طابع بخلفية ذات لون أخضر فاتح تحتوي على صورة حاكم إمارة رأس الخيمة صقر بن محمد القاسمي والملك الأردني الحسين بن طلال                           |                    |                        | ريال واحد | روبية واحدة    | 50 * 28 ملم |
| 5 | 20 نوفمبر 1966 | طابع بخلفية ذات لون أصفر فاتح تحتوي على صورة حاكم إمارة رأس الخيمة صقر بن محمد القاسمي والرئيس الأمريكي السادس والثلاثين ليندون جونسون         |                    |                        | ريال واحد | روبية واحدة    | 50 * 28 ملم |
| 6 | 20 نوفمبر 1966 | طابع بخلفية ذات لون أصفر فاتح تحتوي على صورة حاكم إمارة رأس الخيمة صقر بن محمد القاسمي ورئيس فرنسا شارل ديغول                                  |                    |                        | ريال واحد | روبية واحدة    | 50 * 28 ملم |
| 7 | 20 نوفمبر 1966 | طابع بخلفية ذات لون بني فاتح تحتوي على صورة حاكم إمارة رأس الخيمة صقر بن محمد القاسمي وبابا الفاتيكان بولس السادس                              |                    |                        | ريال واحد | روبية واحدة    | 50 * 28 ملم |
| 8 | 20 نوفمبر 1966 | طابع بخلفية ذات لون بني فاتح تحتوي على صورة حاكم إمارة رأس الخيمة صقر بن محمد القاسمي ورئيس وزراء المملكة المتحدة السابع والستين هارولد ويلسون |                    |                        | ريال واحد | روبية واحدة    | 50 * 28 ملم |

وأُصدرت بطاقتان تذكاريتان:

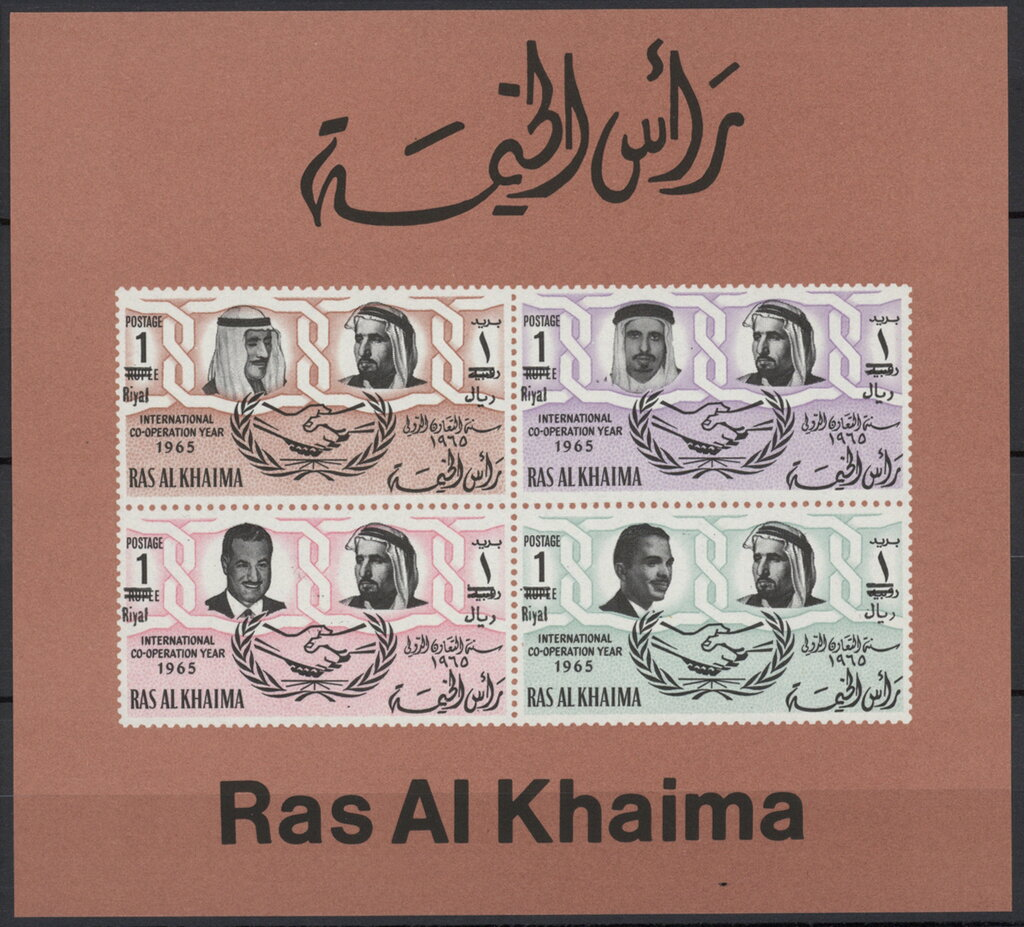
ورقة تذكارية بخلفية ذات لون بني تحتوي على أربعة طوابع
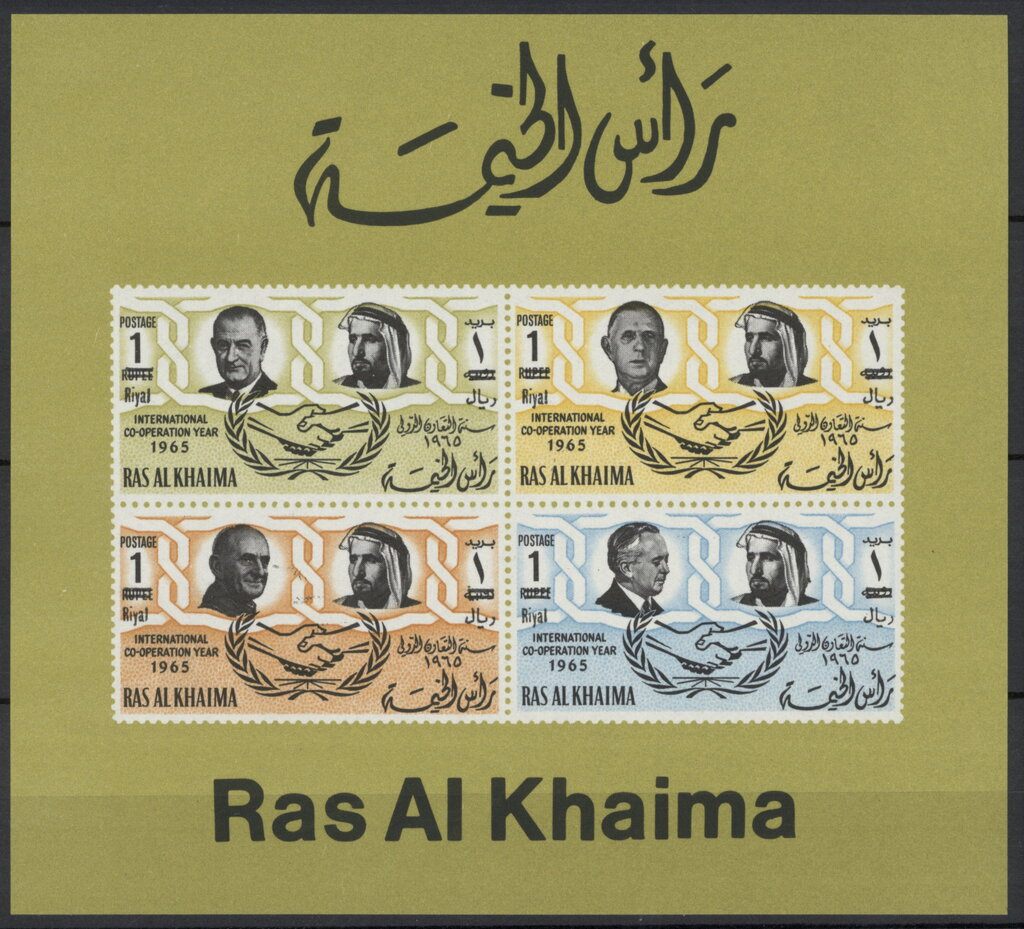
ورقة تذكارية بخلفية ذات لون زيتوني تحتوي على أربعة طوابع